# Aviation légère
Ne pas confondre avec la Aviation légère militaire.

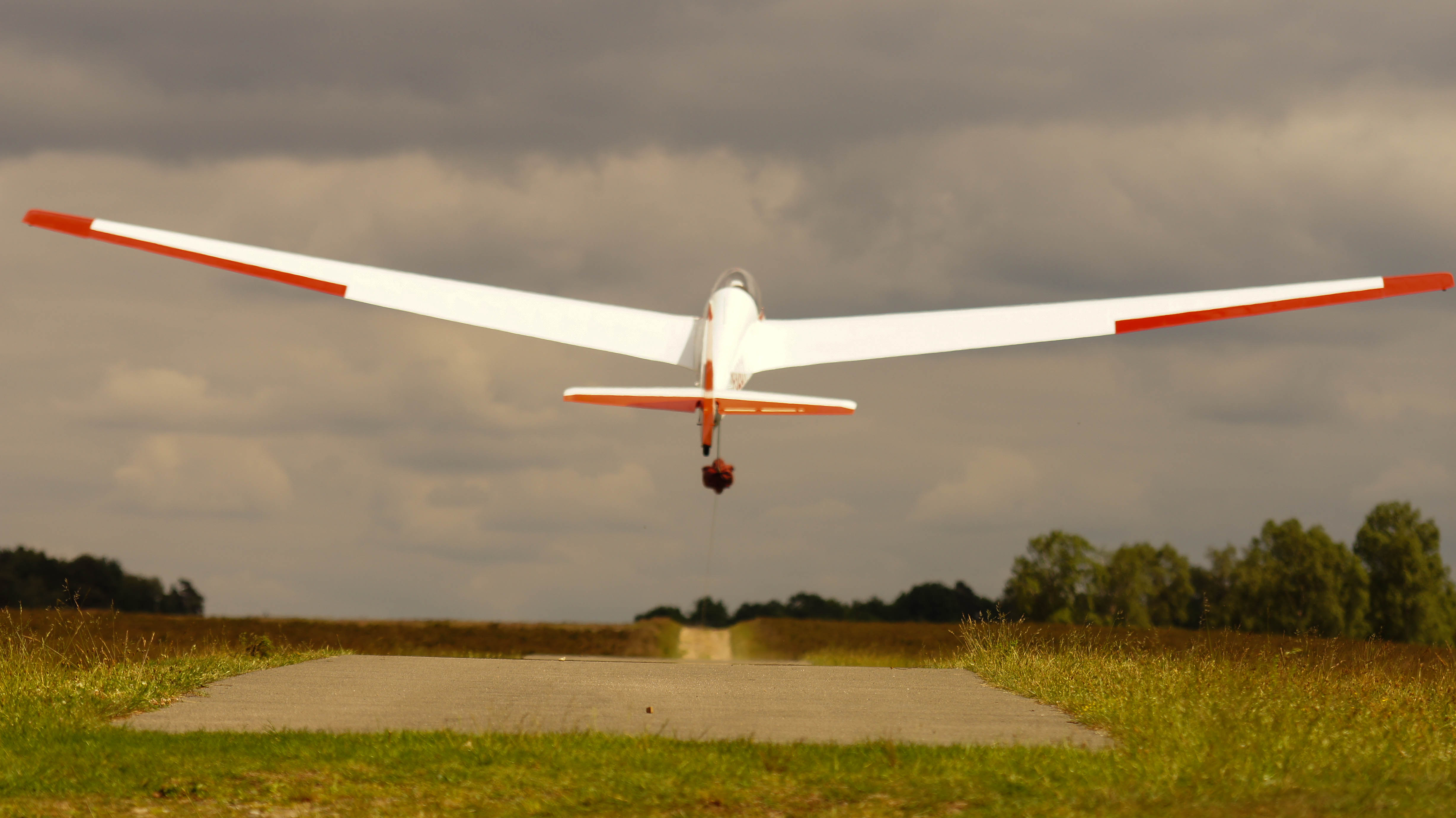
Schleicher ASK 13

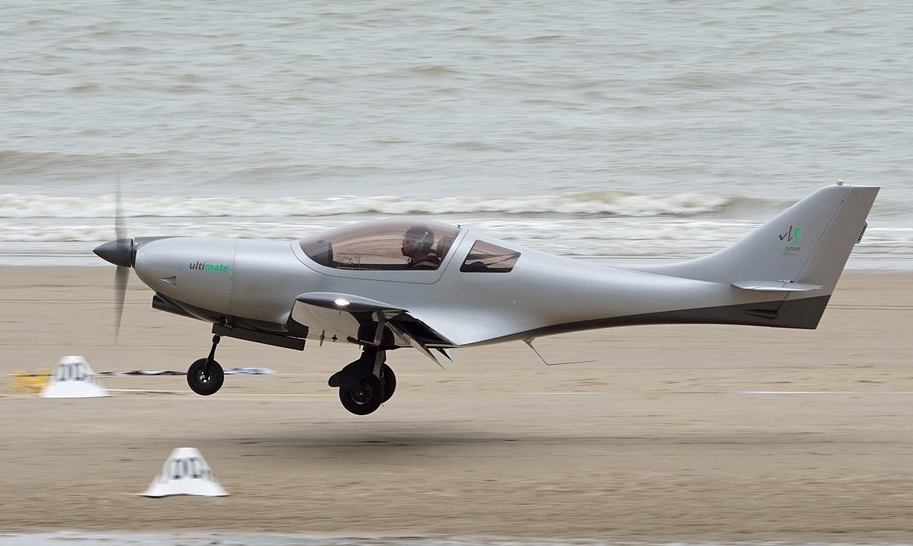
JMB Aviation VL-3

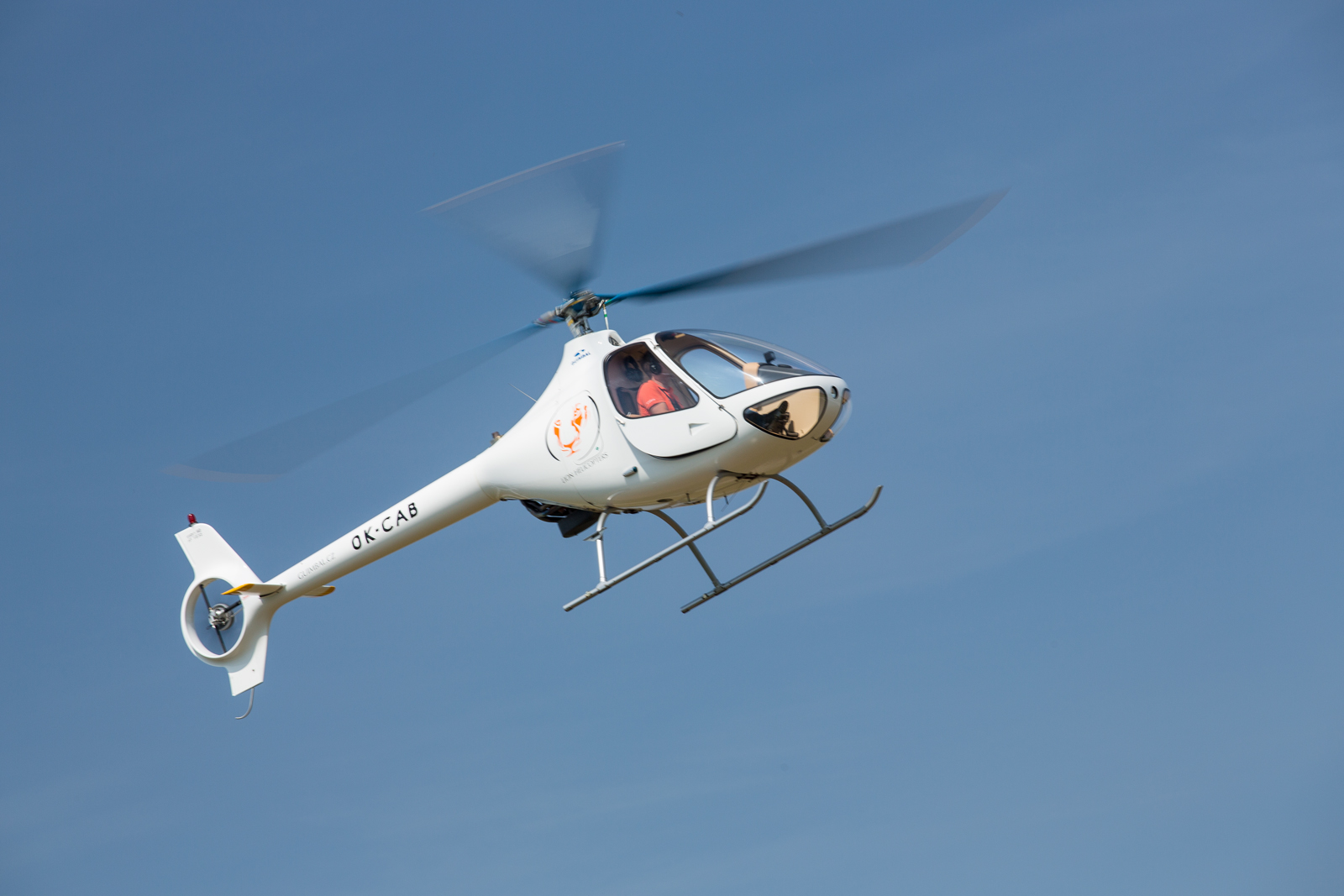
Guimbal Cabri G2

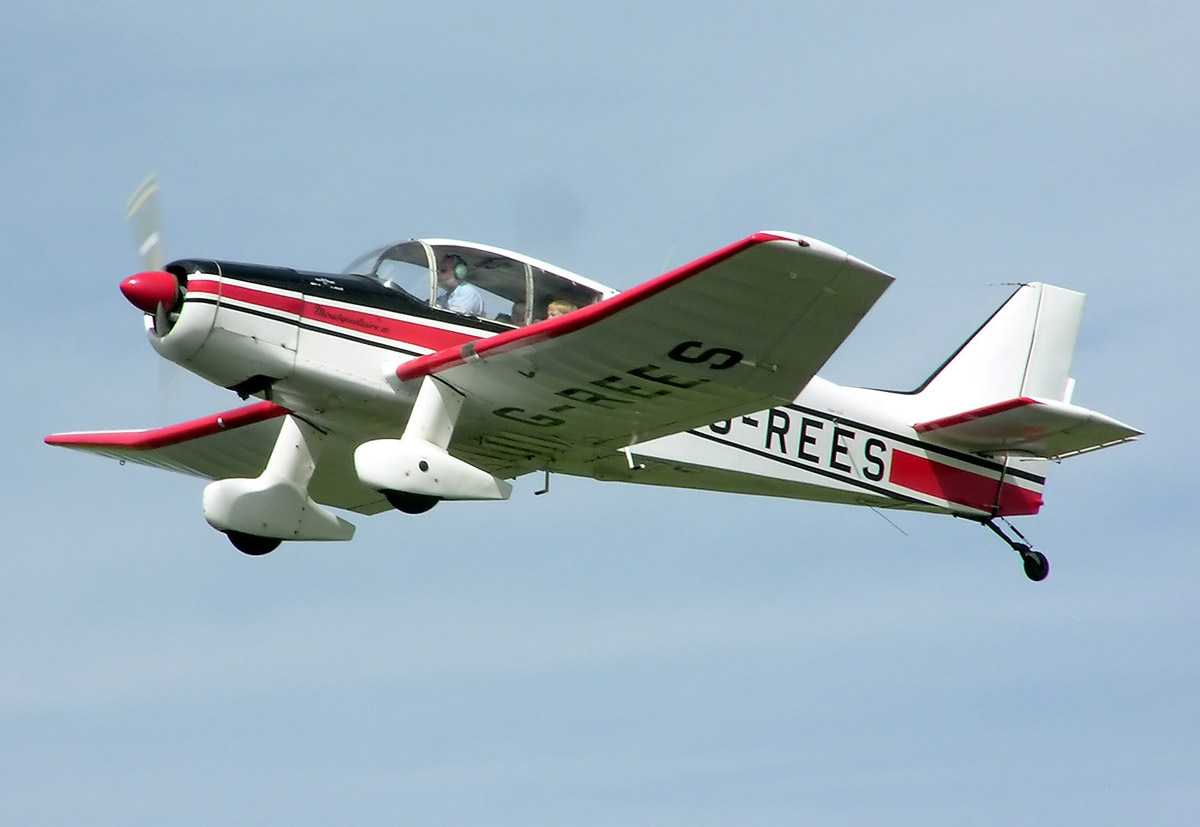
Jodel Mousquetaire

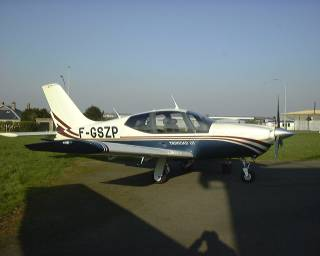
Socata TB-20

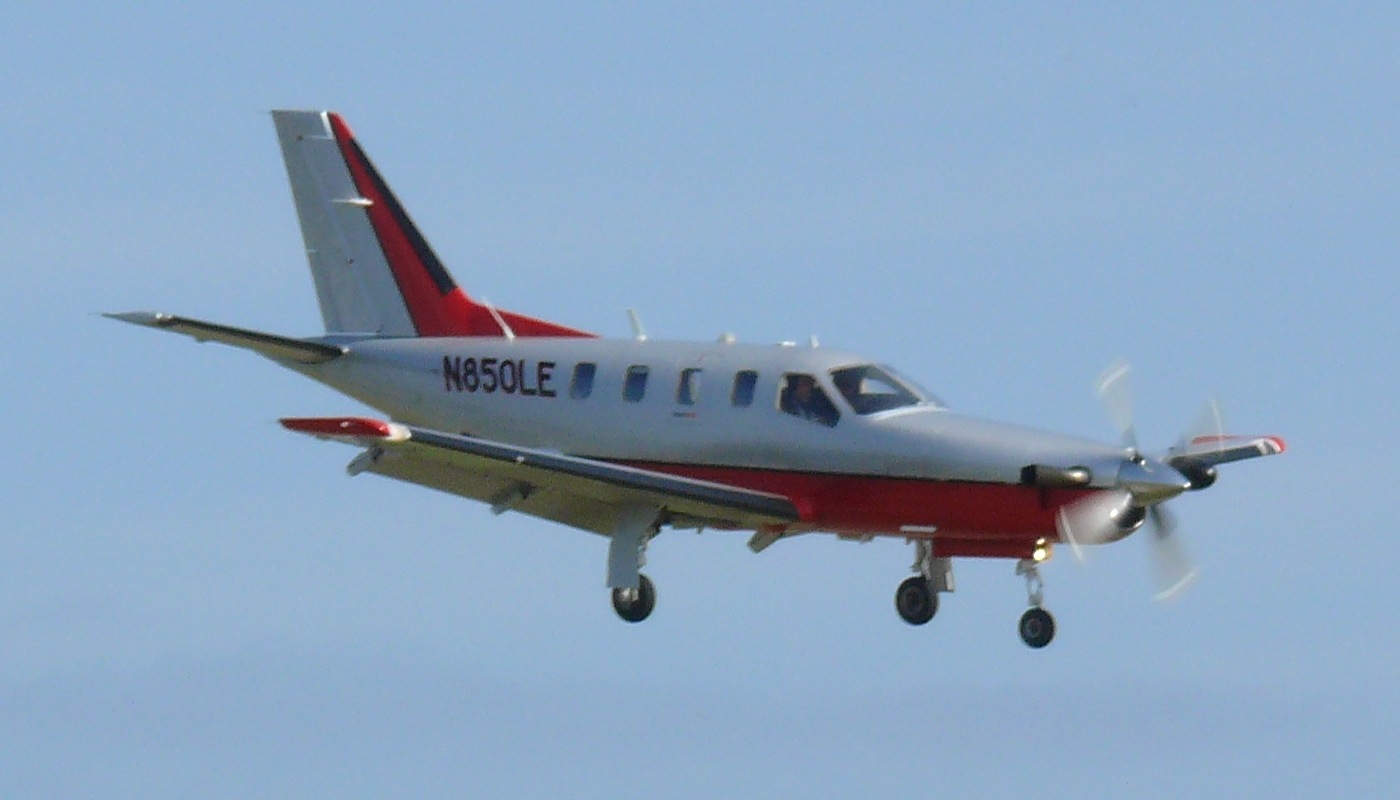
Daher TBM-850

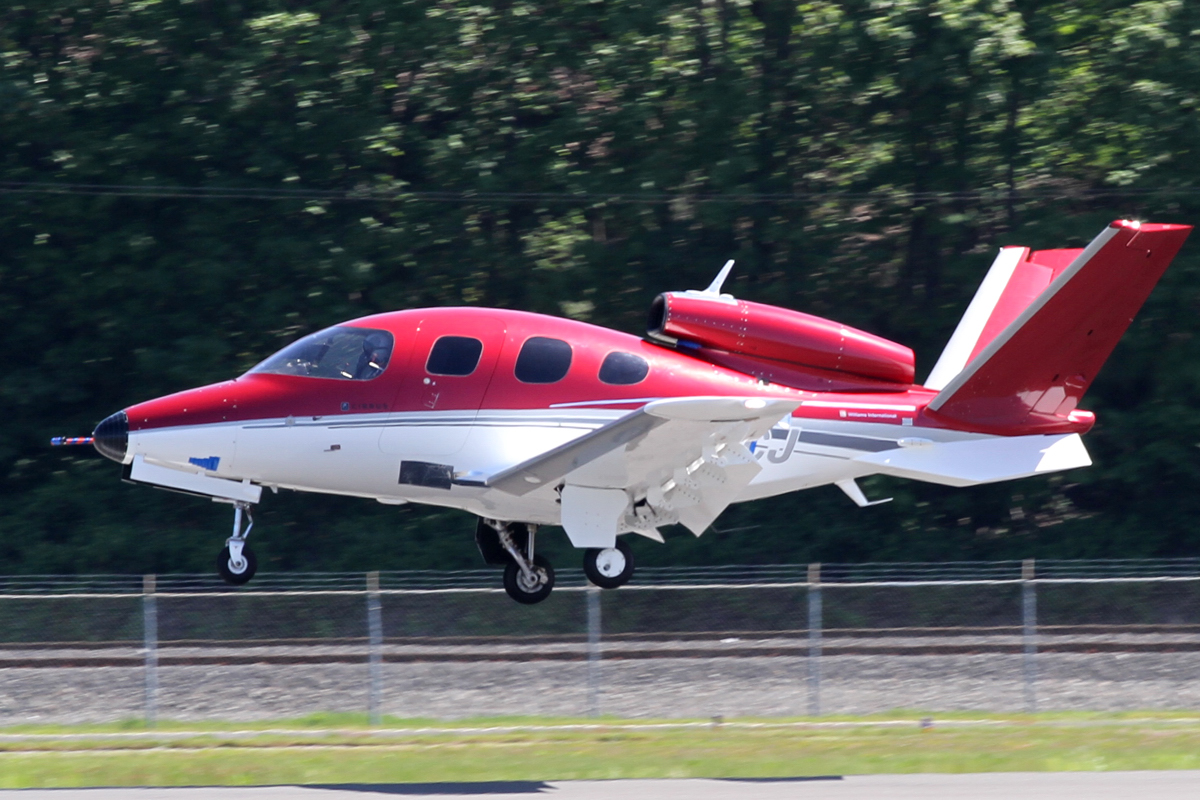
Cirrus VisionJet

L'aviation légère est l'ensemble des activités aériennes destinées aux loisirs, aux sports et au tourisme. Cela exclut en principe le travail aérien et le transport de passagers ou de fret mais, en pratique, on retrouve aussi sous ce vocable des petites activités commerciales comme la surveillance aérienne, les avions taxis, la desserte de hubs en passagers ou fret, etc. Les avions ne dépassent pas 5 700 kg et les hélicoptères 2 700 kg.
On y retrouve les aéronefs des catégories suivantes :
- les planeurs ;
- les ULM ;
- les hélicoptères ;
- les avions - en particulier dans les catégories suivantes :
  - les appareils d'école de pilotage,
  - les appareils de voltige aérienne : appareils conçus spécifiquement pour cet usage, capables de supporter des facteurs de charge élevés et de voler sur le dos,
  - les appareils destinés au tourisme aérien : avions généralement monomoteurs à moteur à pistons,
  - les appareils destinés aux voyages : monomoteurs ou bimoteurs, avec des moteurs à pistons ou à turbines, voire des jets.

Selon les types d'appareils, leur pilotage nécessite une formation et une licence appropriée.

## Historique
Au sortir de la Première Guerre mondiale, des pilotes démobilisés ont commencé à utiliser des avions pour des activités de travail aérien : photographie, surveillance, épandage... Un grand nombre d'avions issus des opérations militaires ont offert un moyen bon marché et facile pour se lancer dans l'aviation civile.
À la fin des années 1920, de nouvelles entreprises ont commencé à proposer des avions améliorés, notamment avec des cabines fermées. Économisant du temps et des frais de personnel, l'aviation d'affaires est née aux États-Unis pour emmener des personnes dans des endroits où les compagnies aériennes ne volaient pas et où les déplacements par la route ou le train prenaient trop de temps.
Après la Seconde Guerre mondiale, l'accélération de la demande d'avions personnels et utilitaires a donné naissance au terme d'aviation générale pour décrire tous les vols qui n'entraient pas dans la catégorie du transport aérien militaire ou régulier. Des constructeurs tels que Mooney, Piper, Cessna et Beechcraft aux Etats-Unis ont représenté alors une industrie de l'aviation légère en pleine expansion, Des fabricants de moteurs tels que Lycoming et Continental ont mis au point des moteurs à pistons fiables, efficaces, produits en masse développant de 50 à 150 kW puis des versions turbocompressées jusqu'à plus de 200 kW.
En France, le gouvernement se montra très volontariste pour lancer l'activité des sports aériens et la formation de jeunes pilotes. Un certain nombre d'entreprises ont démarré leur activité à la fin de la guerre comme Jodel avec les ingénieurs/entrepreneurs Édouard Joly et Jean Délémontez ou se sont diversifiés comme Bréguet qui construisit des planeurs école. Dans les années 1970, le succès des avions en bois et toile Robin dérivés des Jodel maintient l'activité. Vers le milieu des années 1980, la Socata avec ses TB en aluminium perce sur le créneau des avions de voyage y compris à l'international.
Les nouveaux types d'avion alliant structure en composite, moteur diesel, parachute et glass cockpit ont renouvelé le marché à partir des années 2000 : Cirrus aux Etats-Unis, Diamond en Autriche par exemple. Le constructeur de moteurs autrichien Rotax se développe en parallèle et équipe de plus en plus d'avions légers.
Depuis 2020, des nouveaux constructeurs français comme Elixir ou Aura Aéro tentent de relancer l'industrie de l'aviation légère en France avec des conceptions récentes et une propulsion plus économe en carburant - voire électrique. La startup Turbotech développe une turbine à destination du marché de l'aviation légère.
Le constructeur slovène Pipistrel fait certifier un premier avion léger électrique en 2020.

## En France
En 2018, dans la catégorie des avions légers, il avait en France 5 520 avions à piston, 117 avions à turbine et 44 jets appartenant à des particuliers, des sociétés ou des aéro-clubs. À cela s'ajoutent 14 593 ULM, 1 675 planeurs, 793 ballons.
En 2021, la Fédération Française d'Aéronautique regroupait 41 183 membres dans 583 aéroclubs ayant réalisé 536 296 heures de vol sur 4 068 appareils.
Selon un rapport de 2005 de la DGAC, l’aviation légère occupait environ 2 130 personnes (en prenant les services administratifs, les associations aéronautiques et les chambres de commerce et d’industrie). Le chiffre d’affaires global de l’activité pour l’année 2004 était estimé à 150 millions d’euros. Ces chiffres ne tiennent pas compte des salariés de l'industrie ou des services ni du vente de machines.

## Dans le monde
Aux États-Unis en 2018, ce sont environ 25 millions d'heures de vol annuelles qui sont  réalisées avec 167.000 avions certifiés, 10.000 hélicoptères et 34.000 avions expérimentaux.
En 2023 ont été livrés 16 avions électriques, 1.666 avions à moteur(s) à pistons et 638 avions à turbine(s) selon le GAMA. Les principaux constructeurs d'avions légers dans le monde sont les suivants :
| Constructeur | Nationalité | Electrique | Piston | Turbine |
| ------------ | ----------- | ---------- | ------ | ------- |
| Beechcraft   |             |            | 10     | 56      |
| Cessna       |             |            | 287    | 79      |
| Cirrus       |             |            | 612    |         |
| Daher        |             |            |        | 74      |
| Diamond      |             |            | 273    |         |
| Elixir       |             |            | 5      |         |
| Extra        |             |            | 23     |         |
| Pilatus      |             |            |        | 102     |
| Piper        |             |            | 185    | 60      |
| Pipistrel    |             | 16         | 96     |         |
| Tecnam       |             |            | 243    |         |

## Aviation légère et environnement
Des avions légers ont été utilisés par les scientifiques et auteurs de films animaliers pour atteindre des milieux naturels éloignés, pour photographier, filmer, surveiller l'environnement, pour surveiller d'éventuels départs de feu, pour compter des populations d'espèces menacées (éléphants, oiseaux posés en mer, lutter contre le braconnage, etc.). 
On reproche par ailleurs aux vols de loisir et baptêmes de l'air (souvent à proximité de zones urbaines ou touristiques) d'être des sources de nuisance sonore et de pollution de l'air ou des terrains d'aviation (en 2011, près de 50% du plomb présent dans l’air aux États-Unis provenait du carburant utilisé par les petits avions types avions de tourisme). En France, le carburant AvGas (une essence au plomb dédiée aux avions à moteurs à piston) est  utilisé dans plus de 200 aérodromes en France. Ce carburant est amené à disparaître à court terme.
Un avion léger que l'on trouve dans les aéroclubs comme le Diamond DA40, pouvant emporter 4 personnes à 230 km/h, consomme moins de 9 litres de carburant diesel par 100 km parcourus (ou 5,5 gallons par heure de vol à 125 nœuds).
Avec la certification d'un premier avion léger électrique par l'EASA en juin 2020 et de nombreux avions en projet à travers le monde, l'avion entre dans une phase à faible impact environnemental et zéro émission en vol.

## Quelques avions légers actuels

### Avions électriques

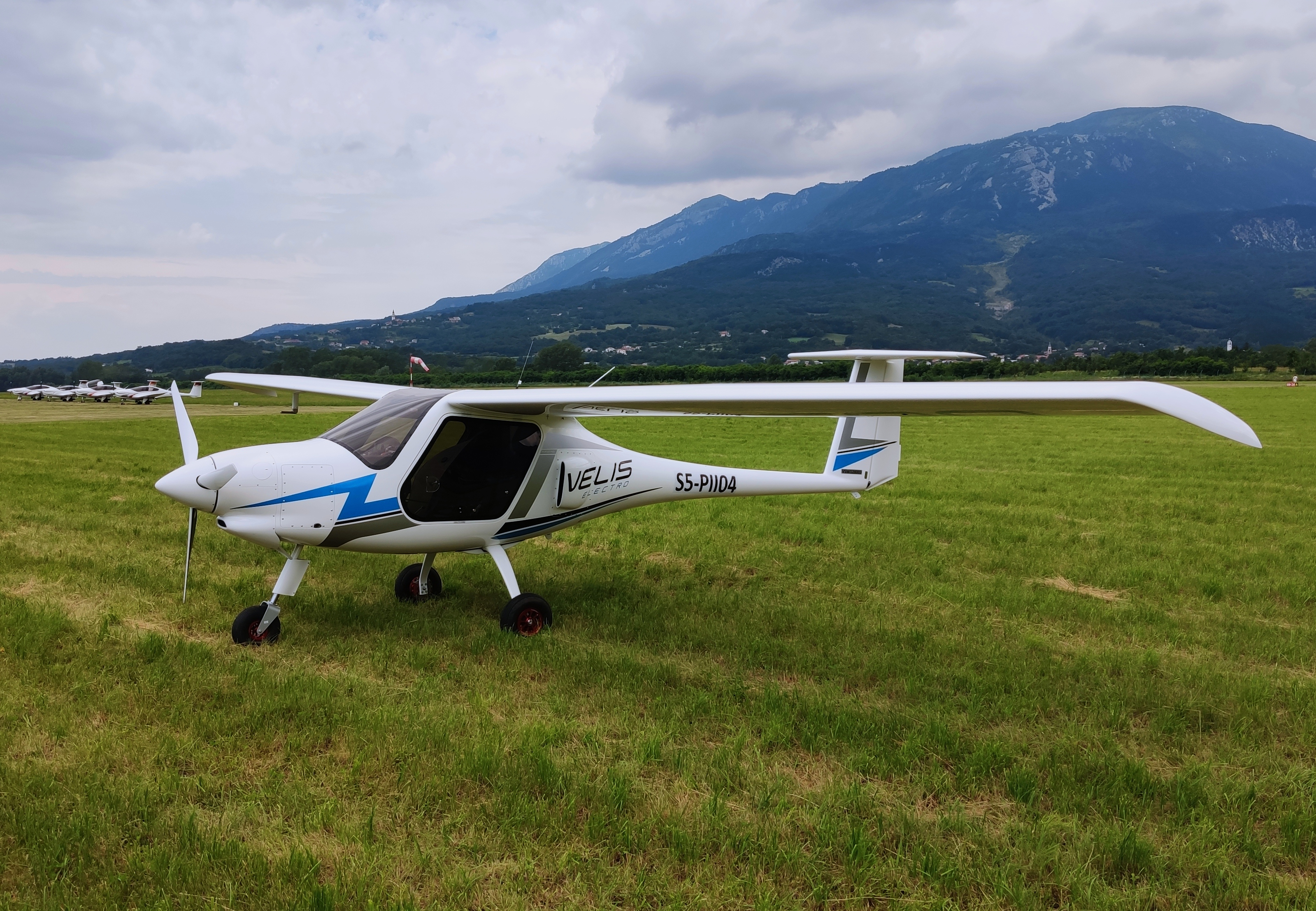
Pipistrel Velis Electro

### Monomoteurs biplaces

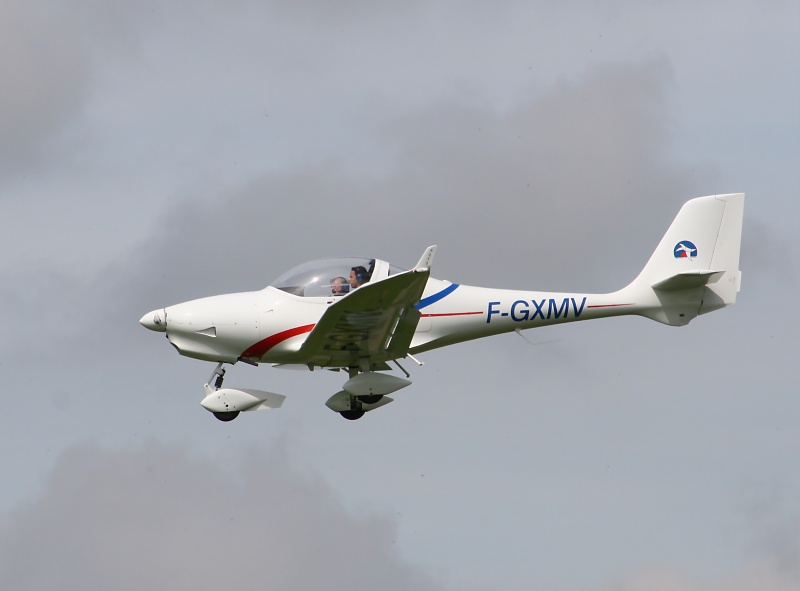
Aquila AT01
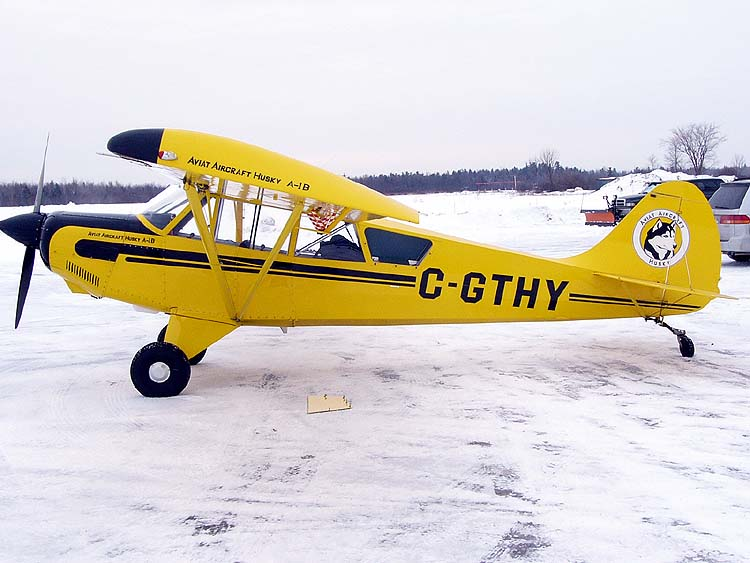
Aviat Husky
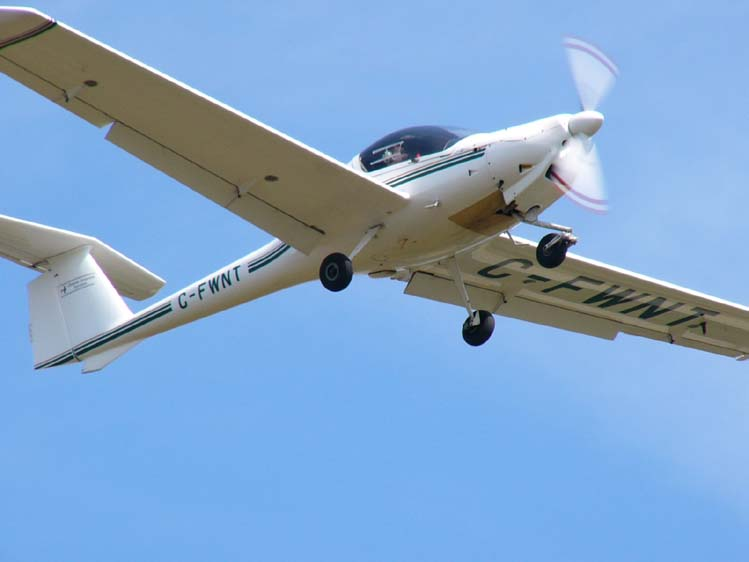
Diamond DA20
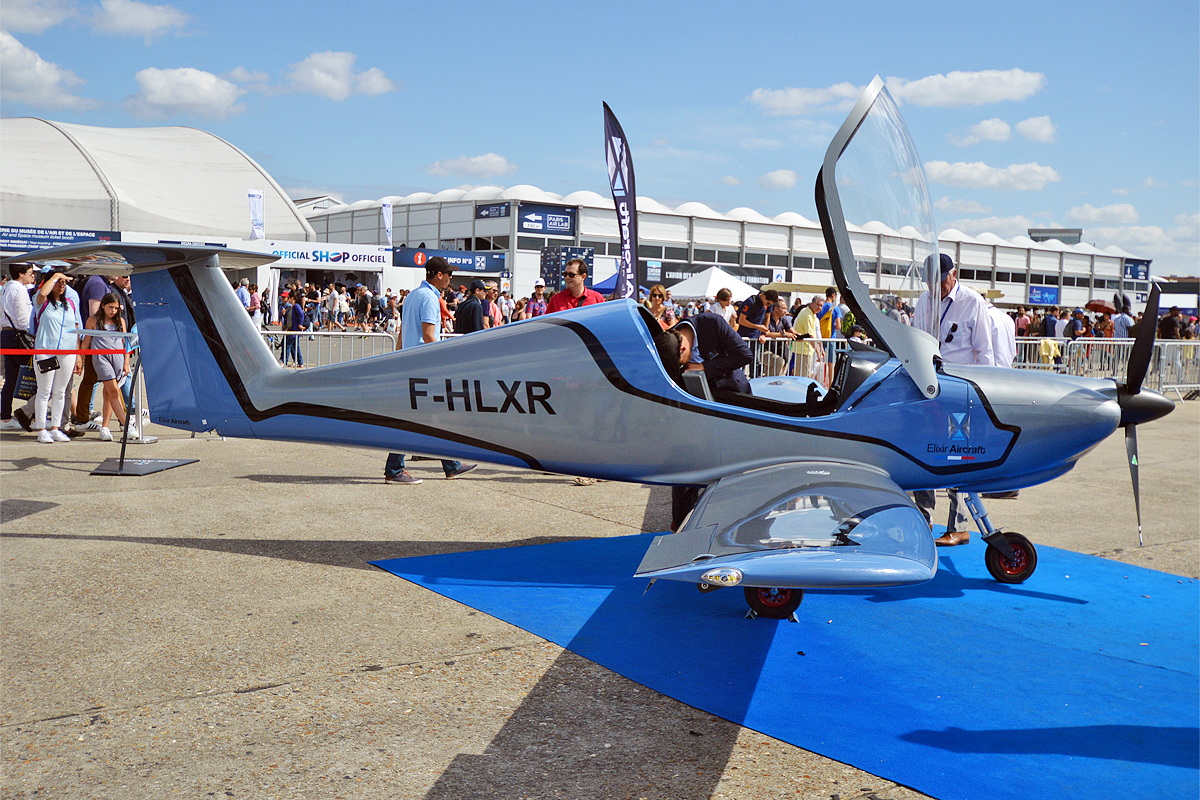
Elixir
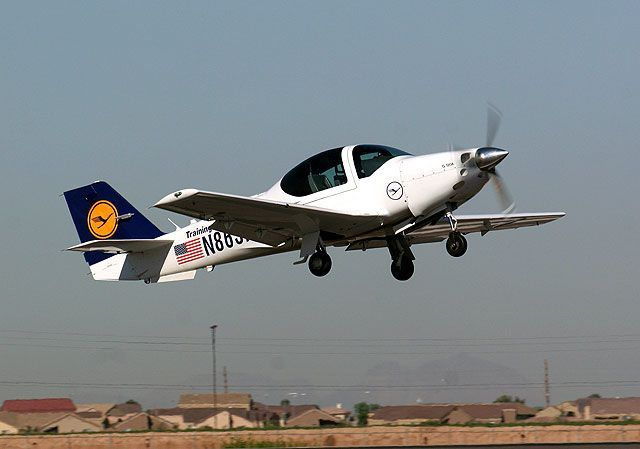
Grob G 120A
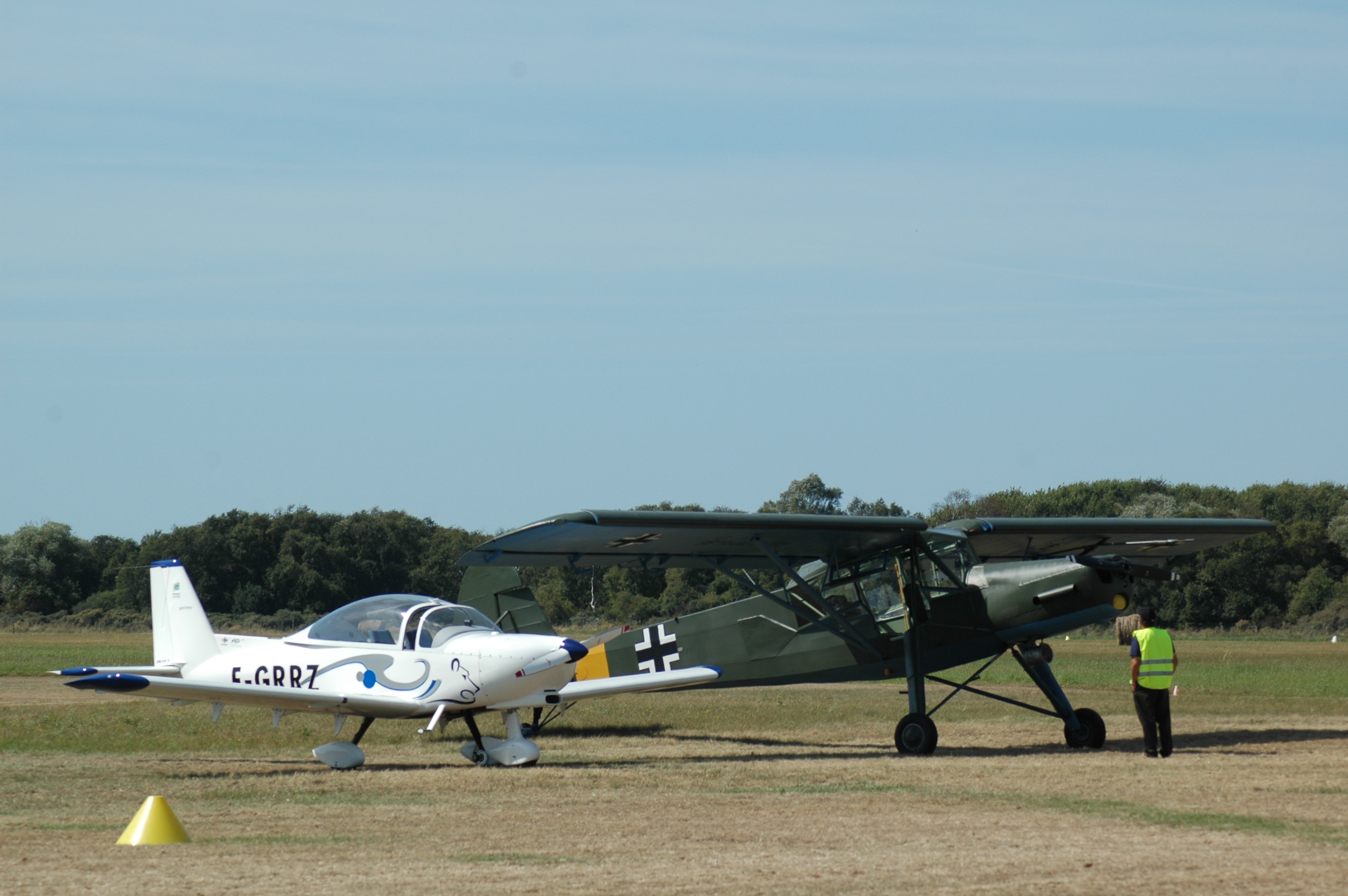
Issoire APM-20

### Avions de voltige

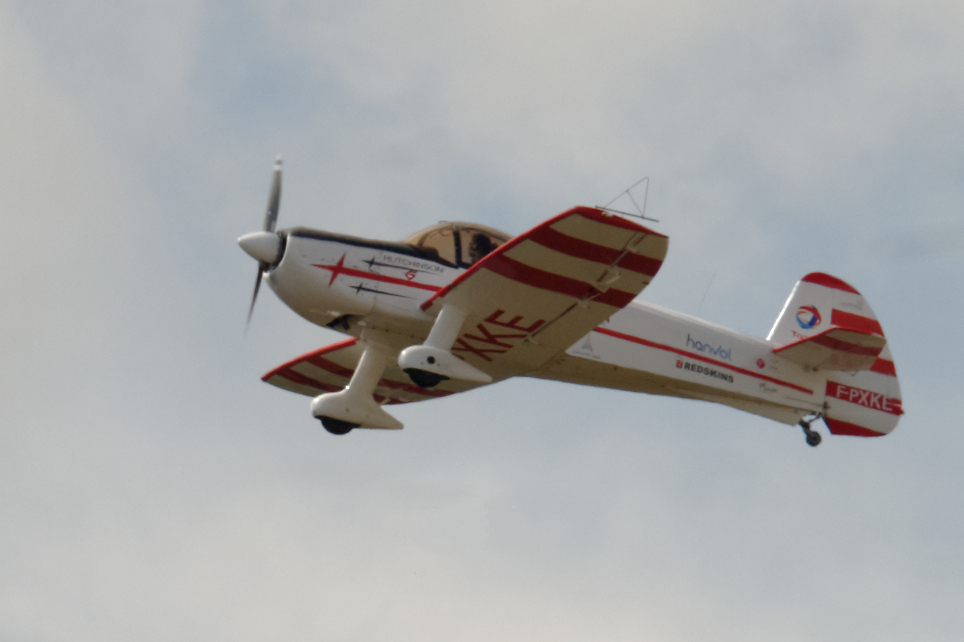
CAP 10
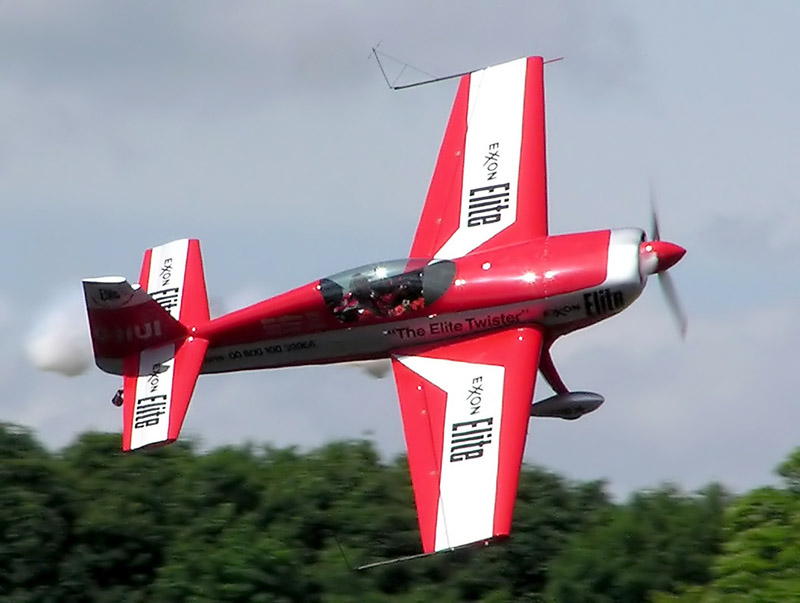
Extra 300
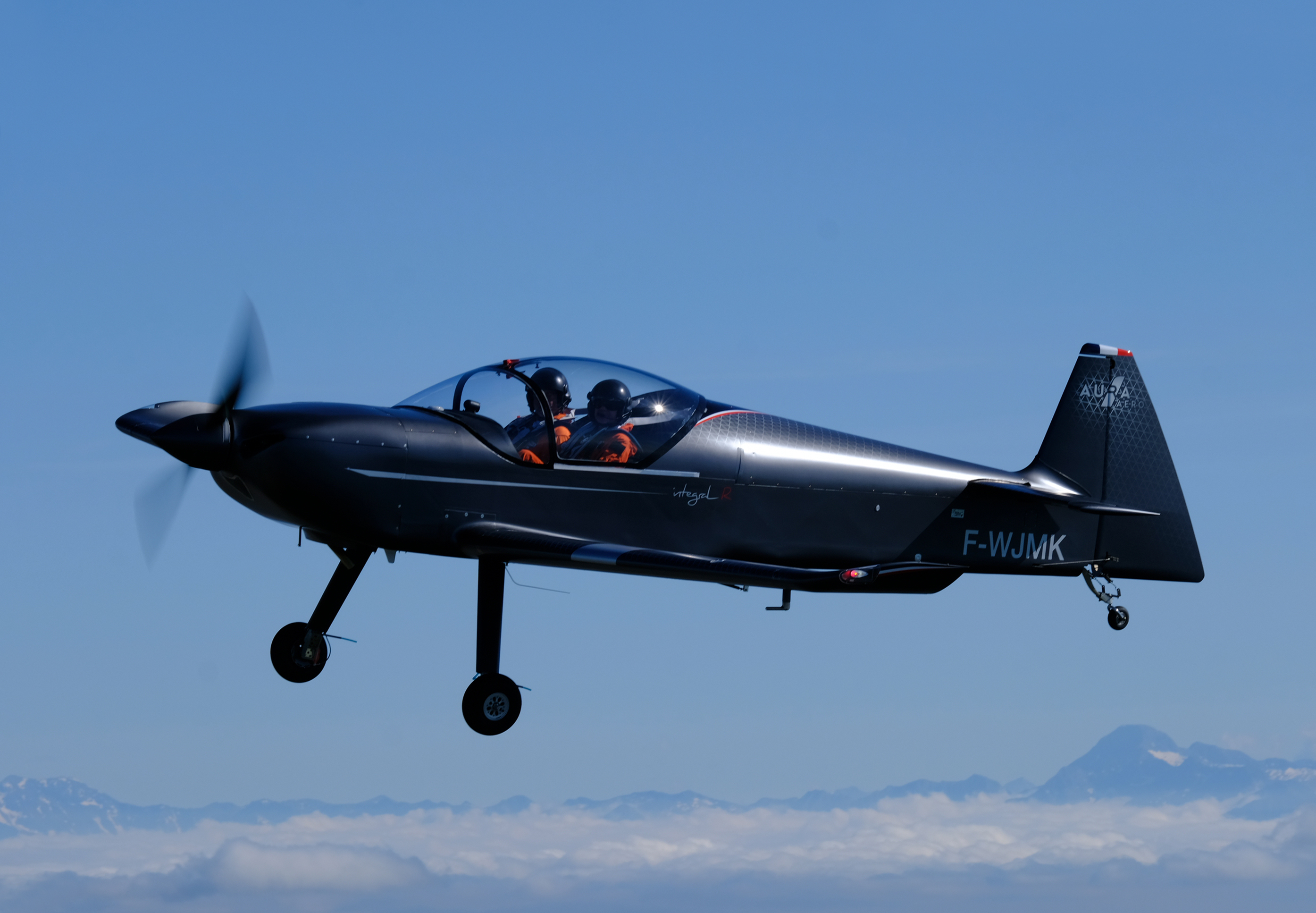
Integral R
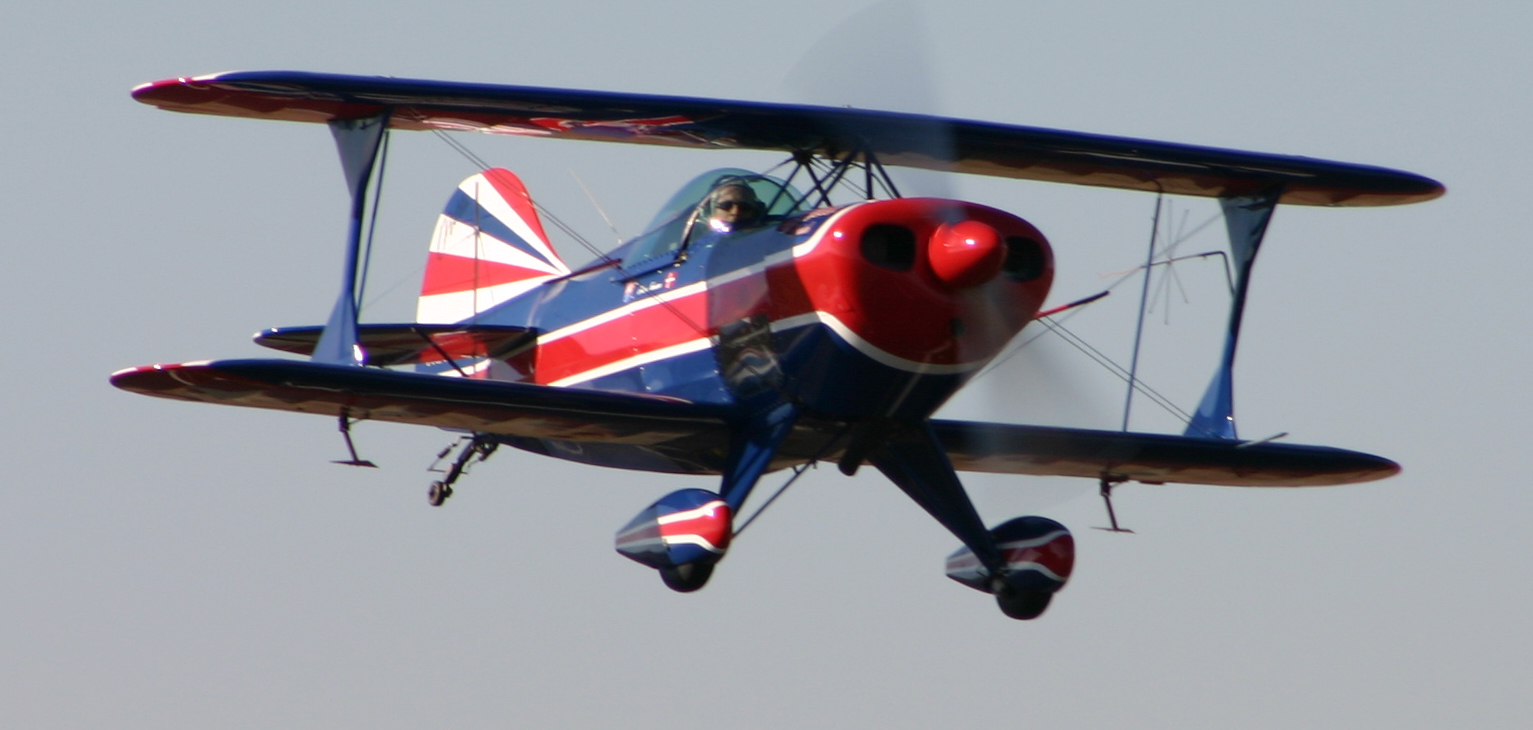
Pitts
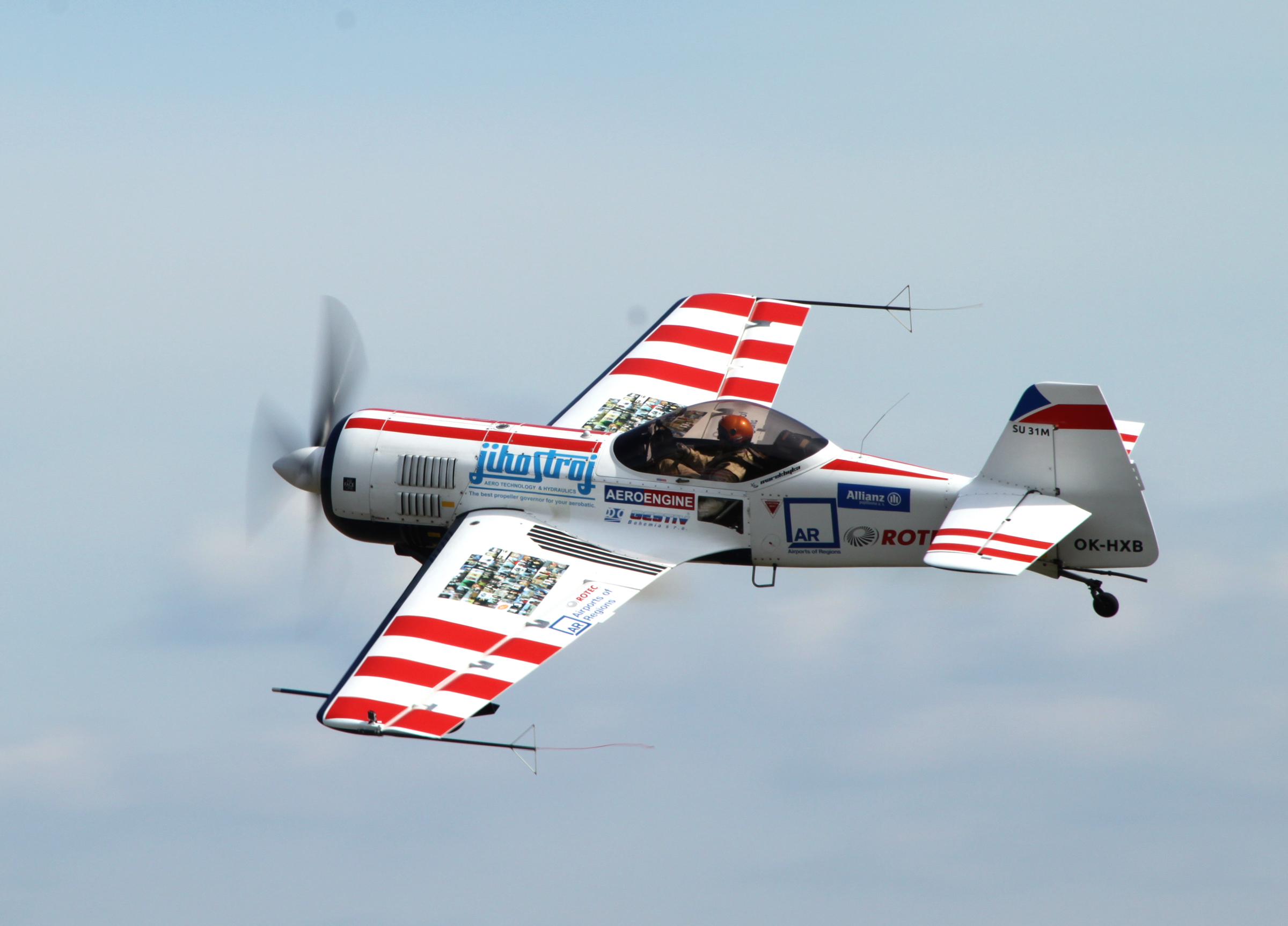
Su-31

### Monomoteurs de tourisme à piston

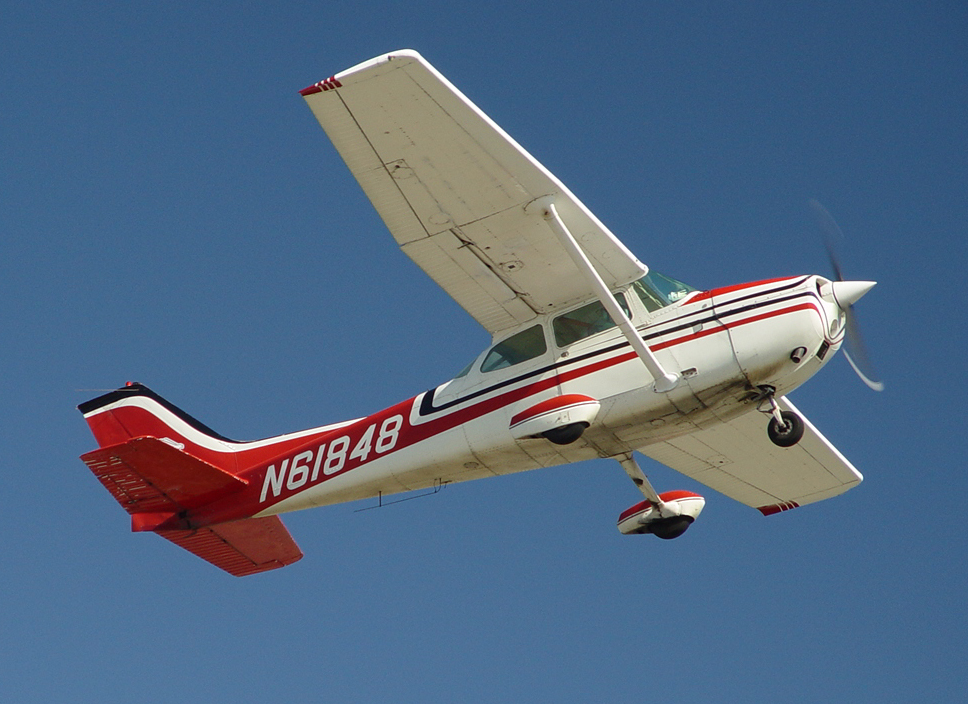
Cessna 172
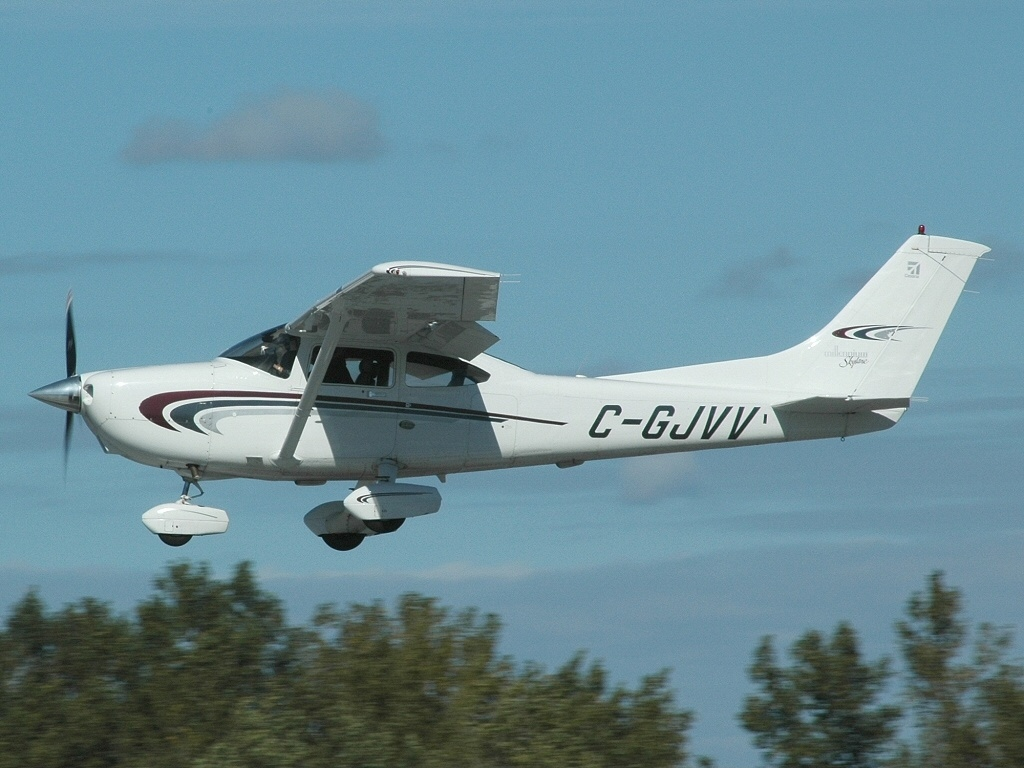
Cessna 182
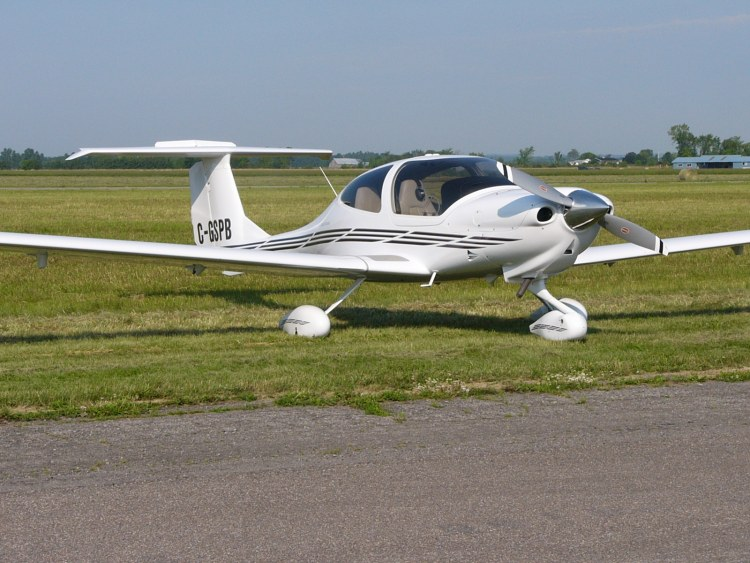
Diamond DA-40
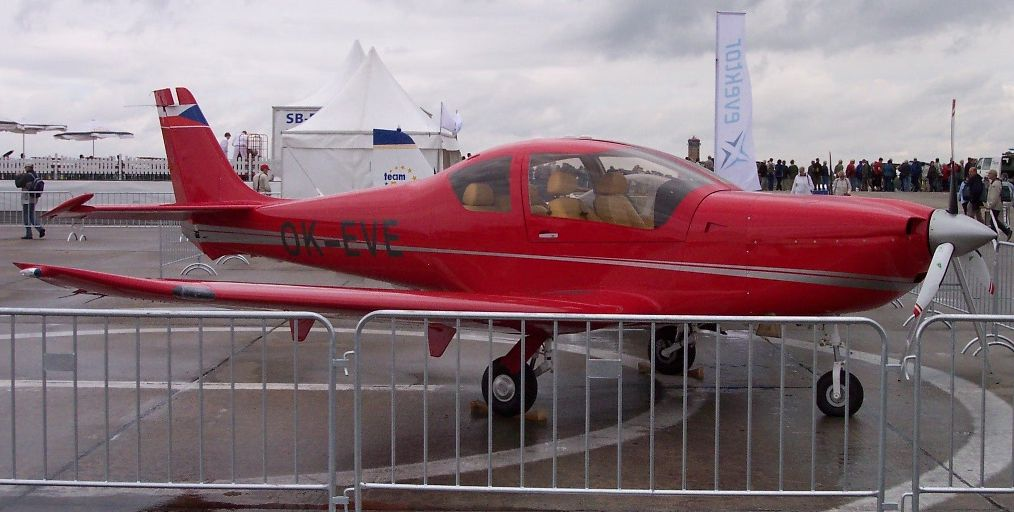
Evektor Cobra
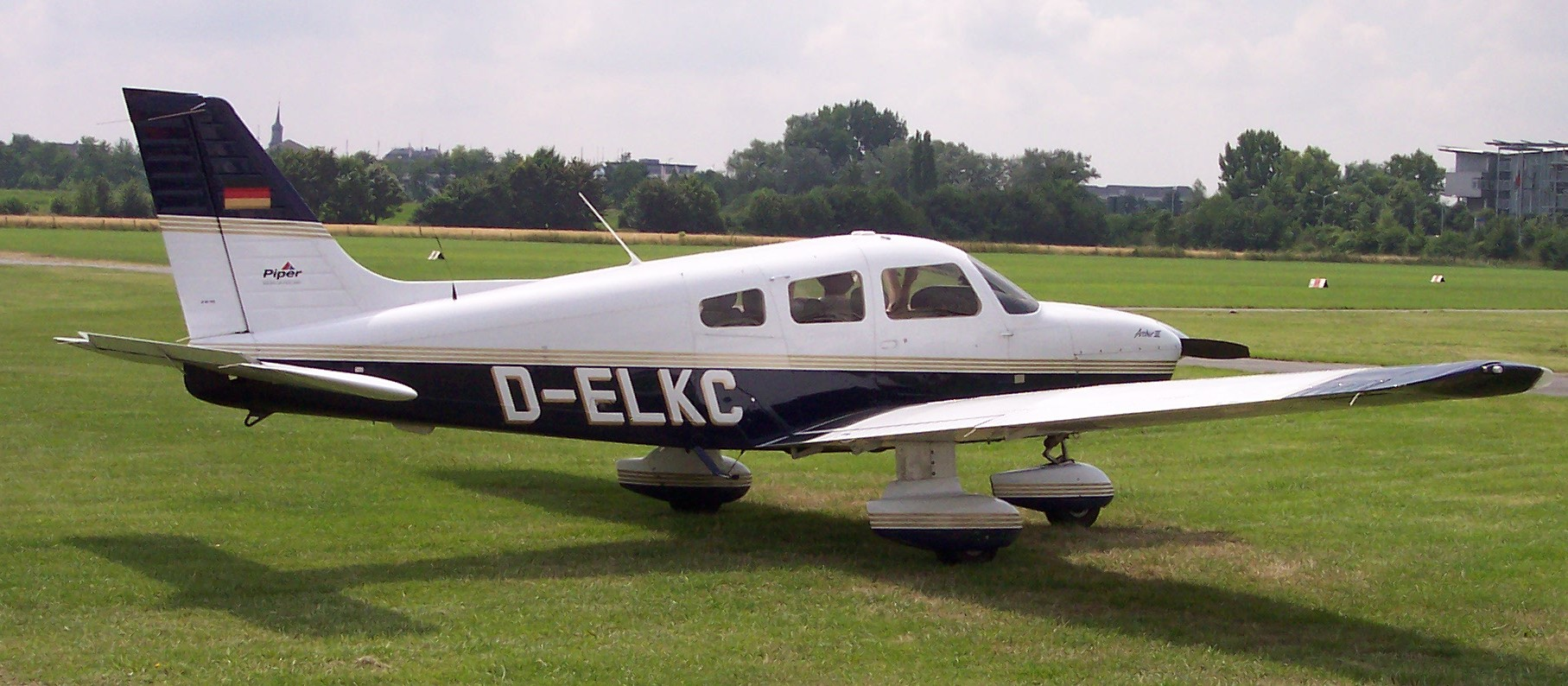
Piper Arrow
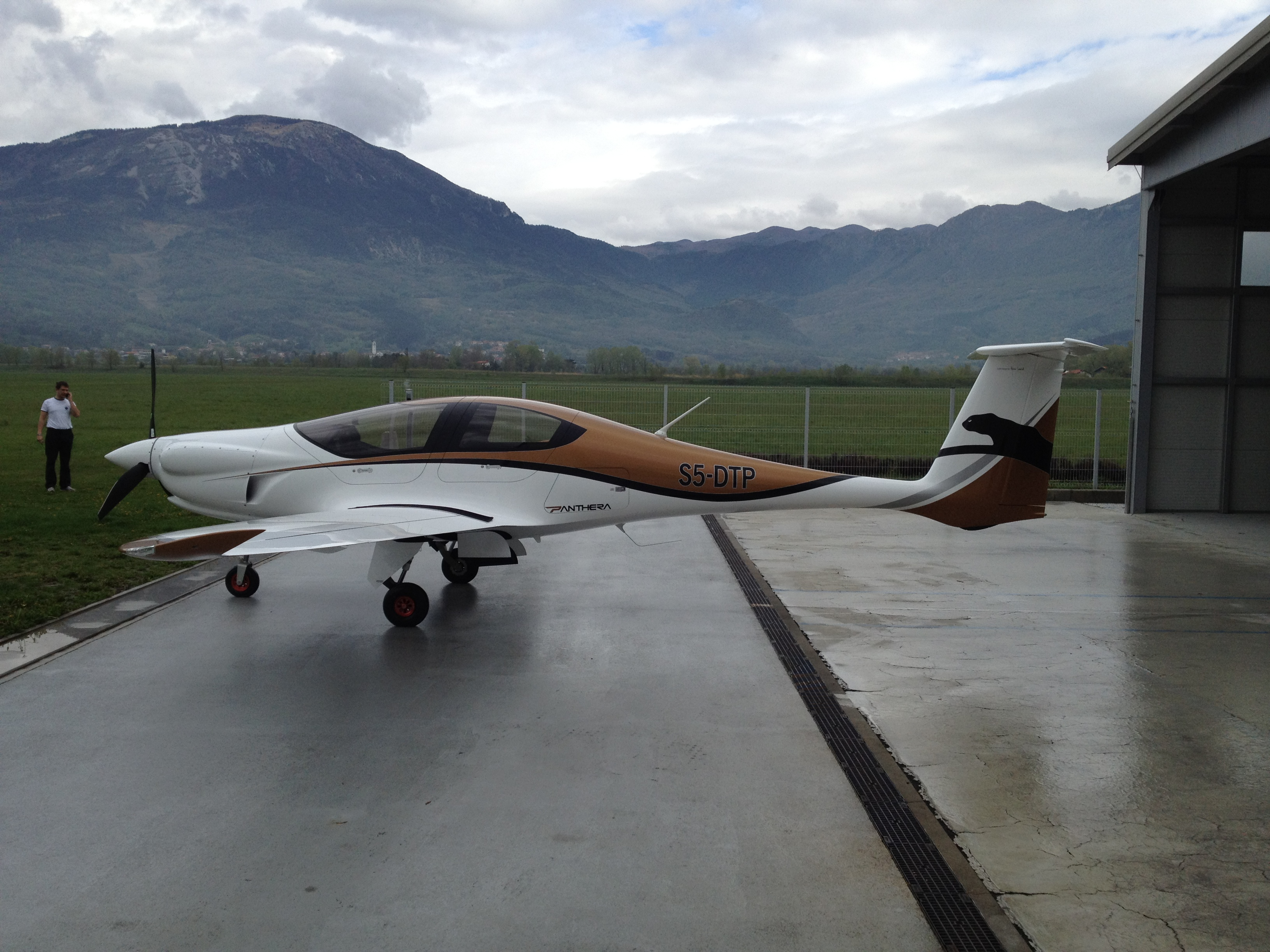
Pipistrel Panthera
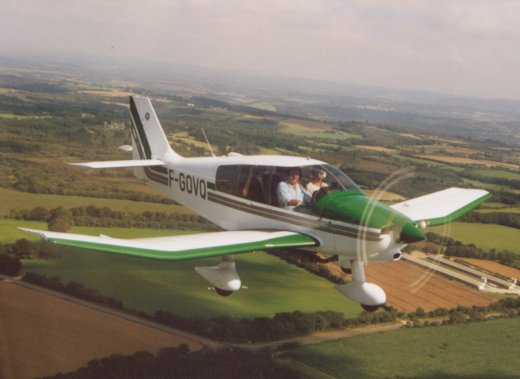
Robin DR-400

### Monomoteurs de voyage à piston

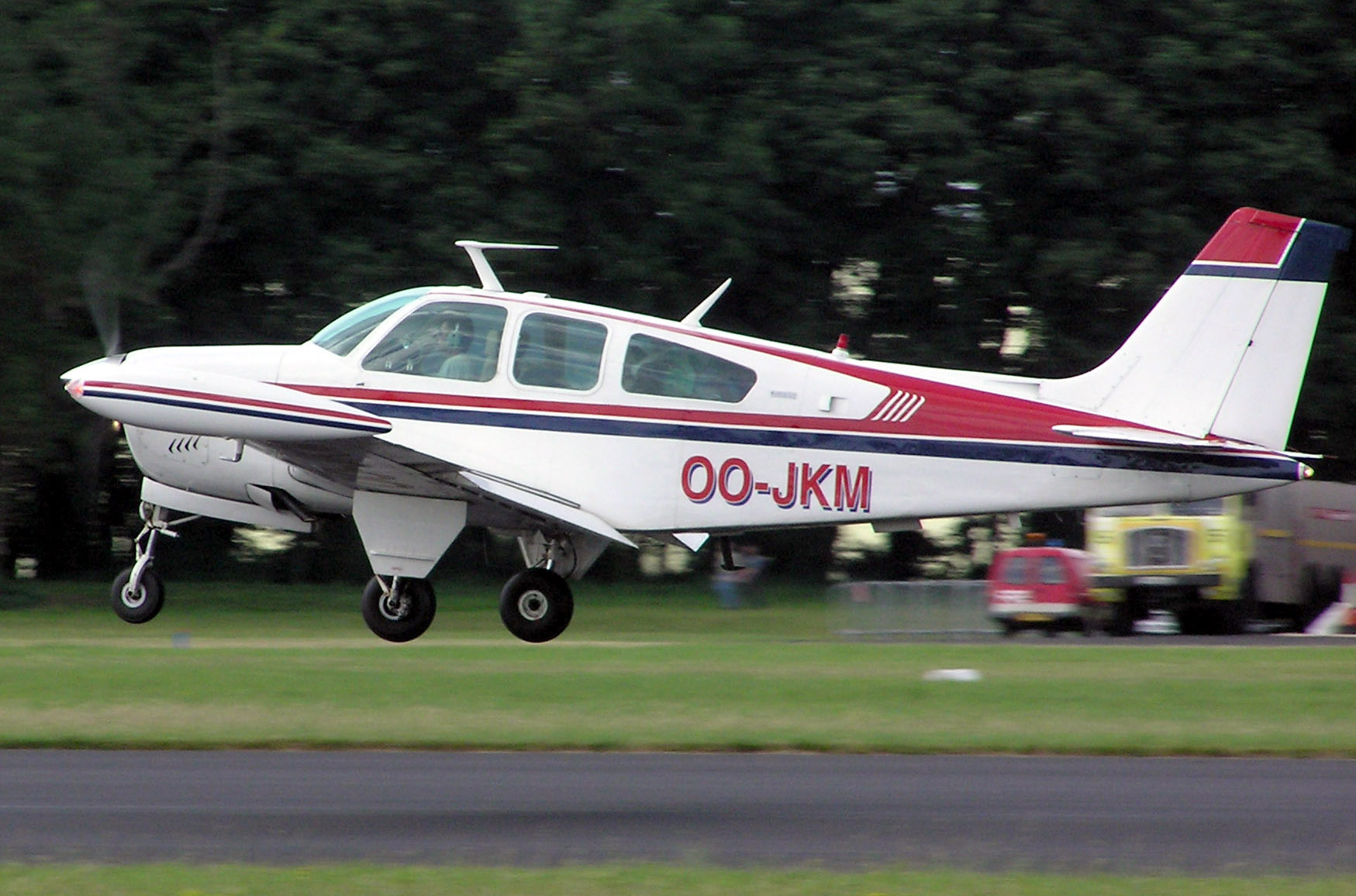
Beechcraft Bonanza
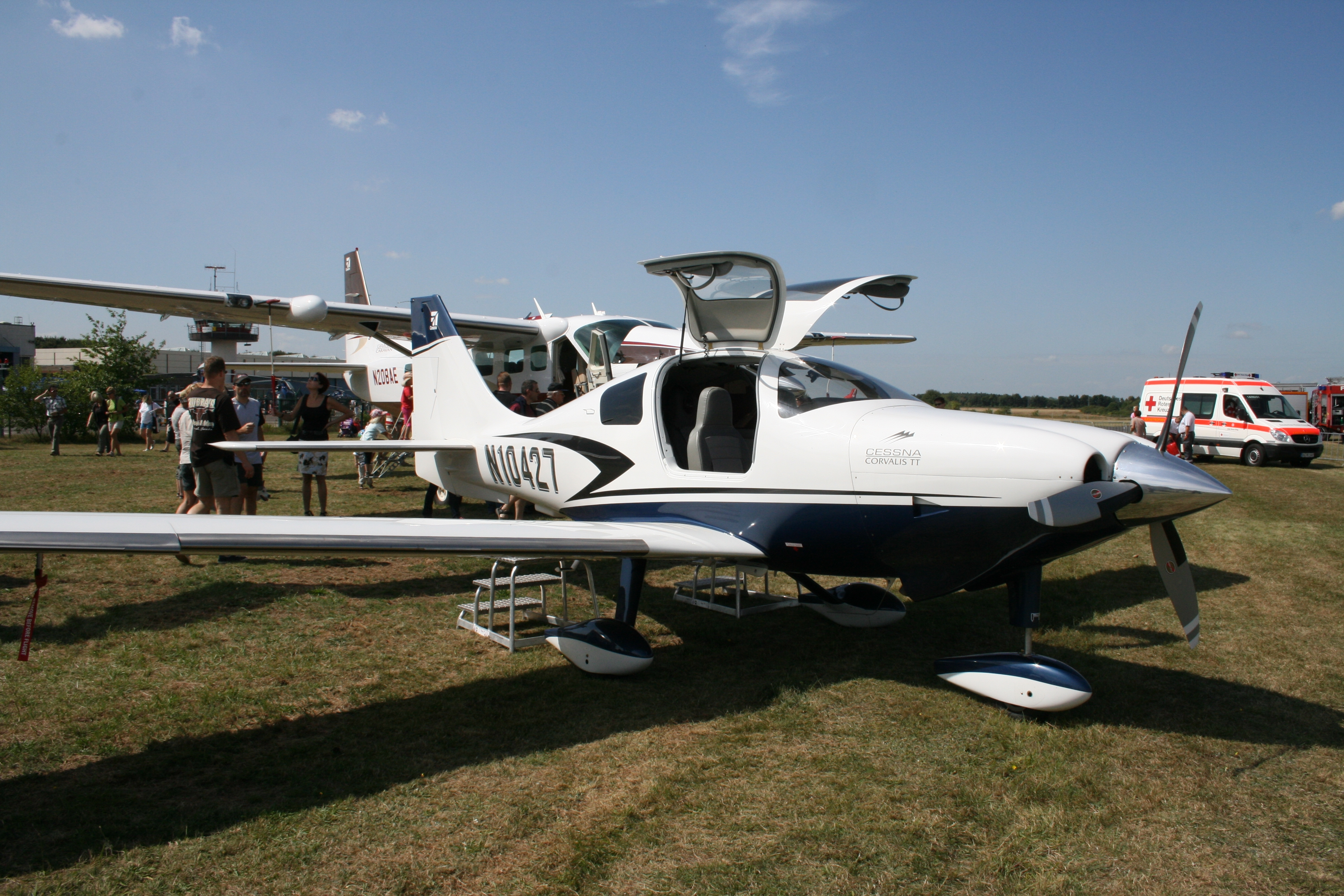
Cessna TTx
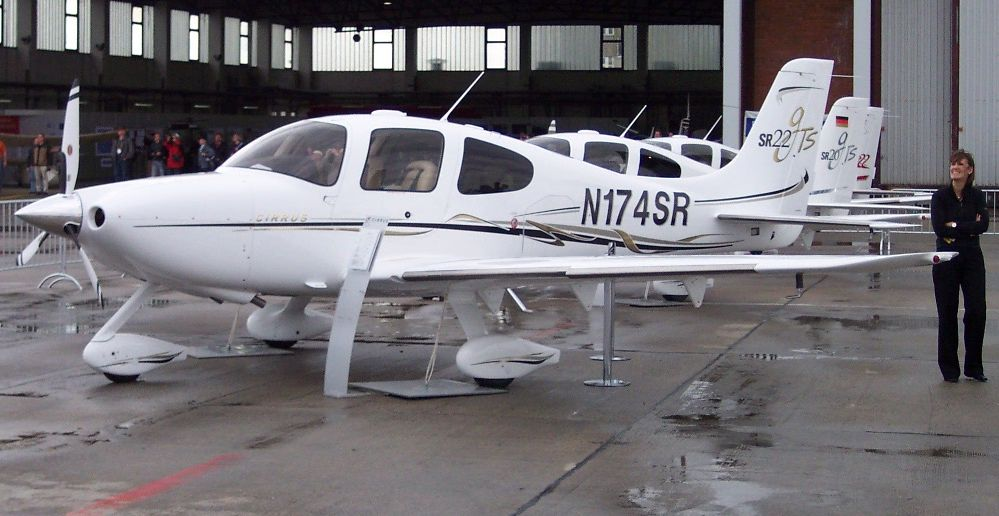
Cirrus SR22
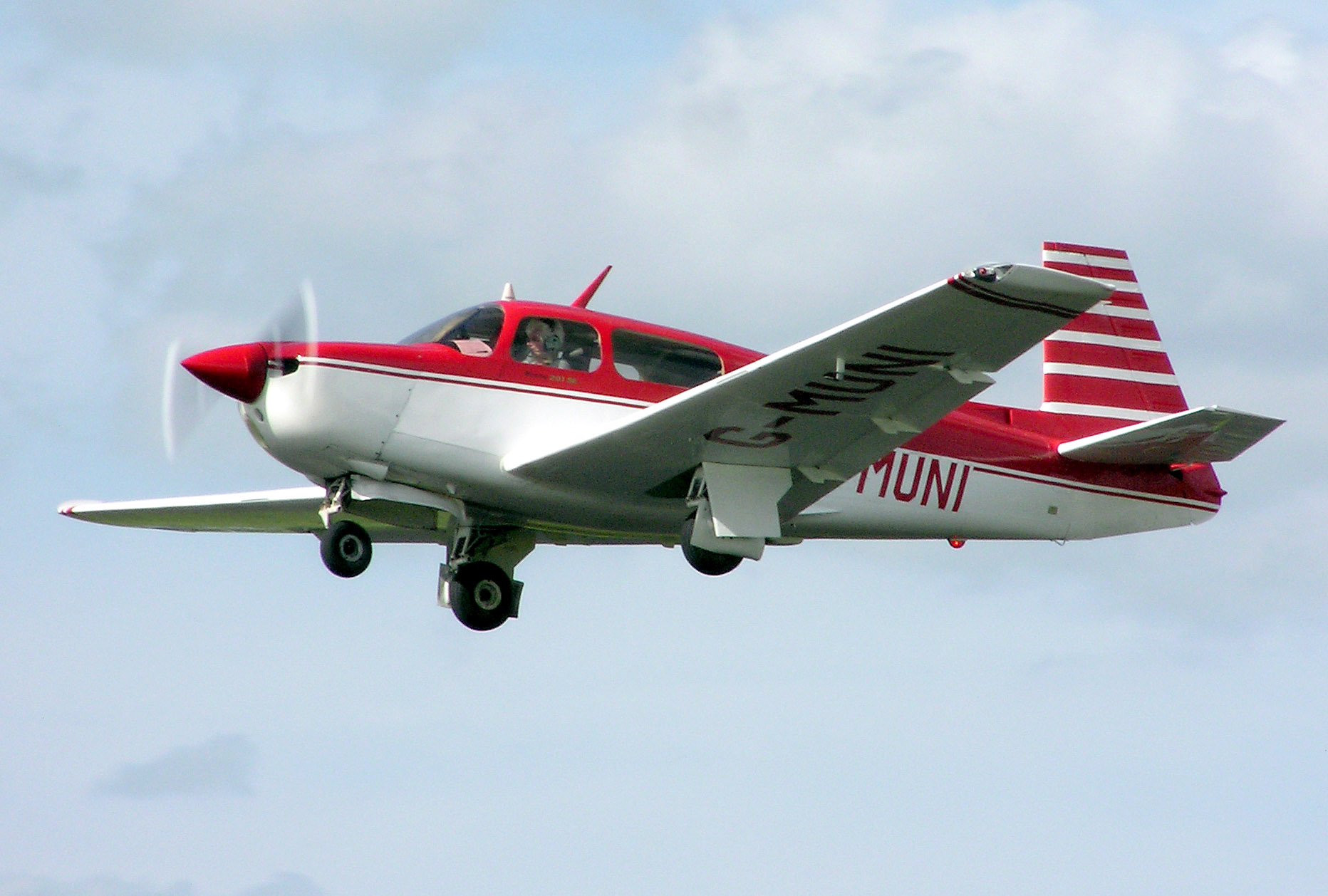
Mooney M20

### Monomoteurs de transport à piston

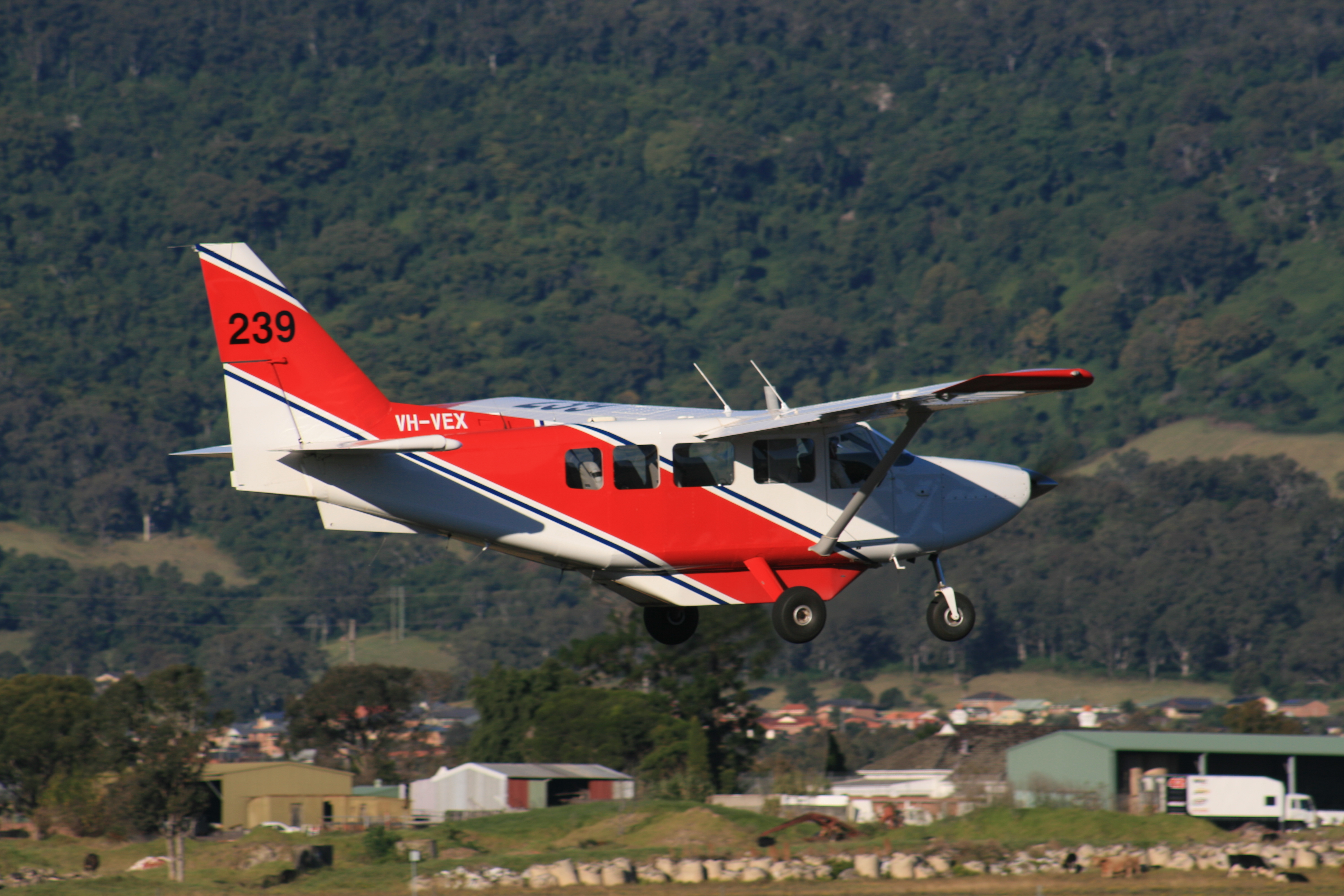
Mahindra Airvan 8

### Bimoteurs à pistons

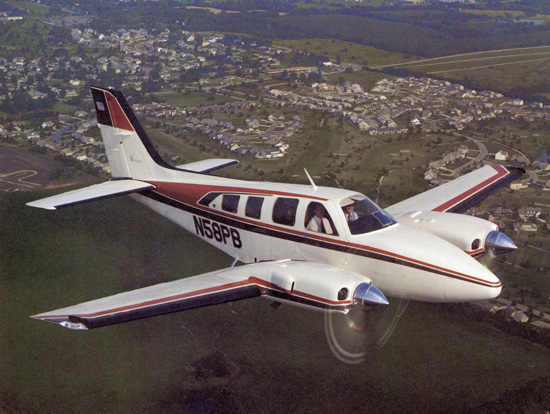
Beechcraft Baron
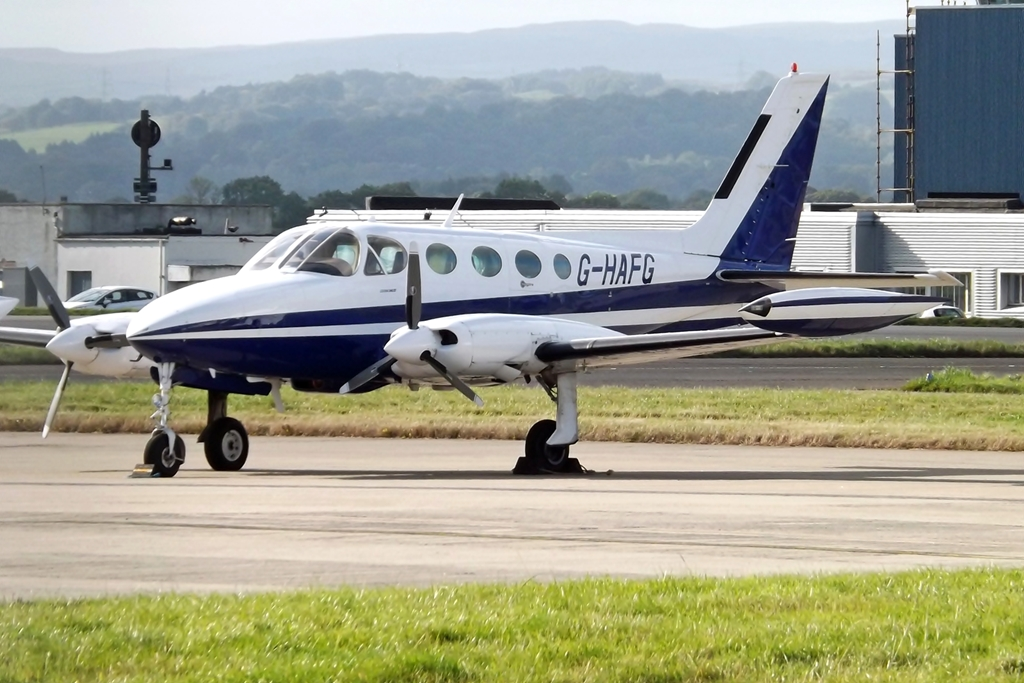
Cessna 340
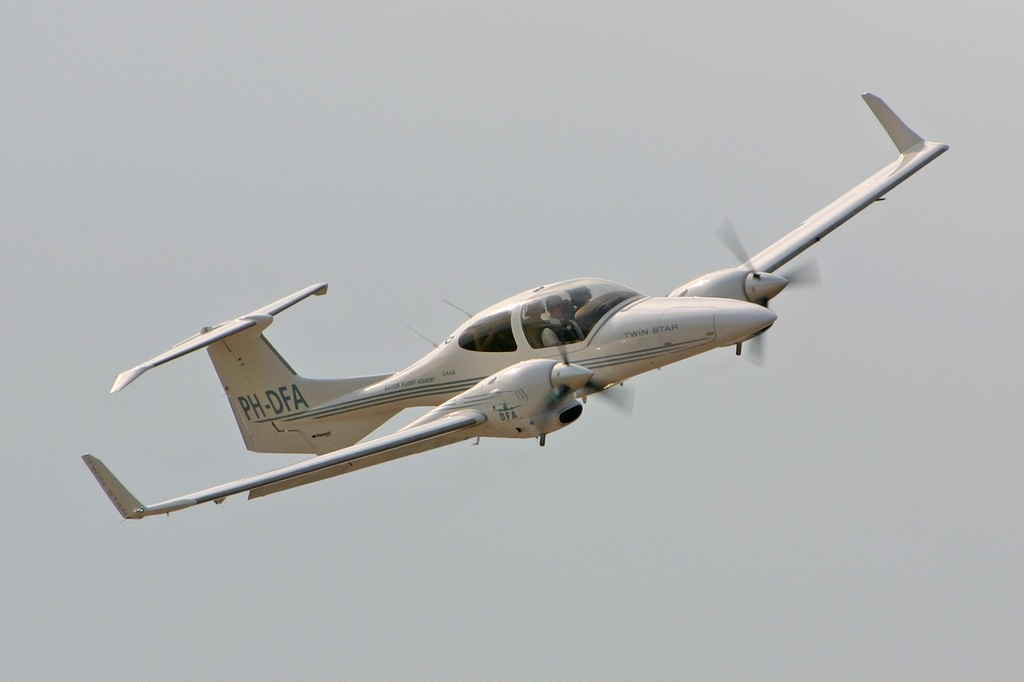
Diamond DA-42
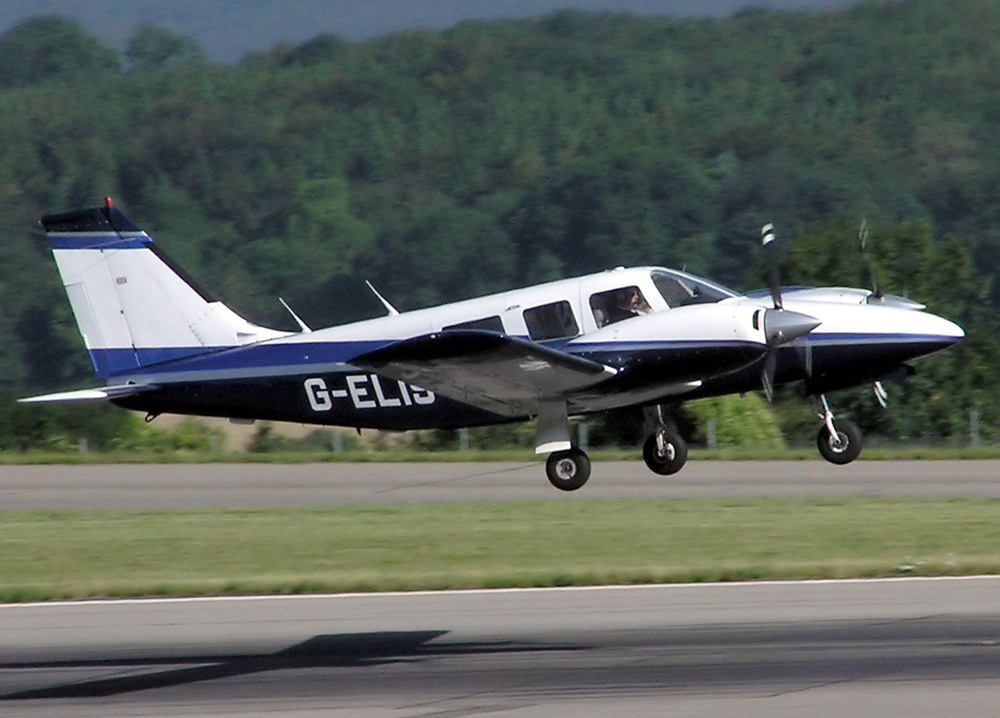
Piper Seneca
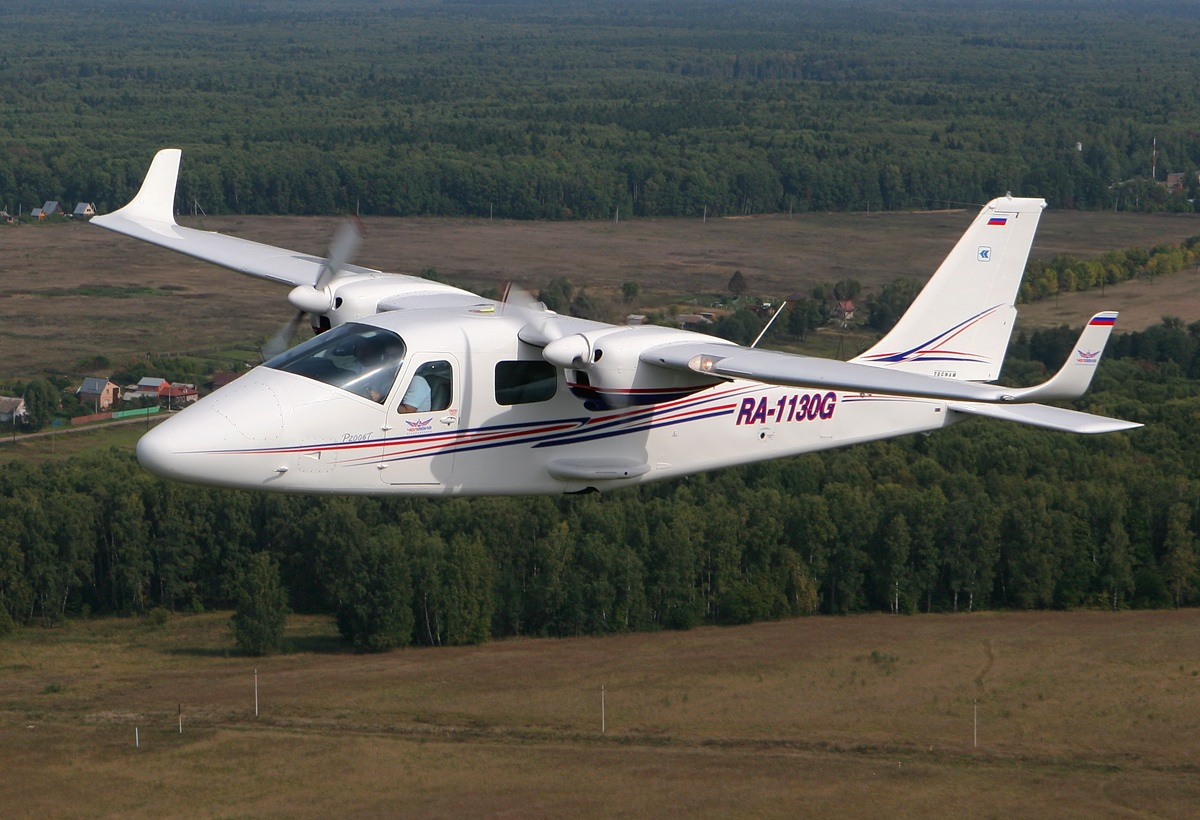
Tecnam P2006T
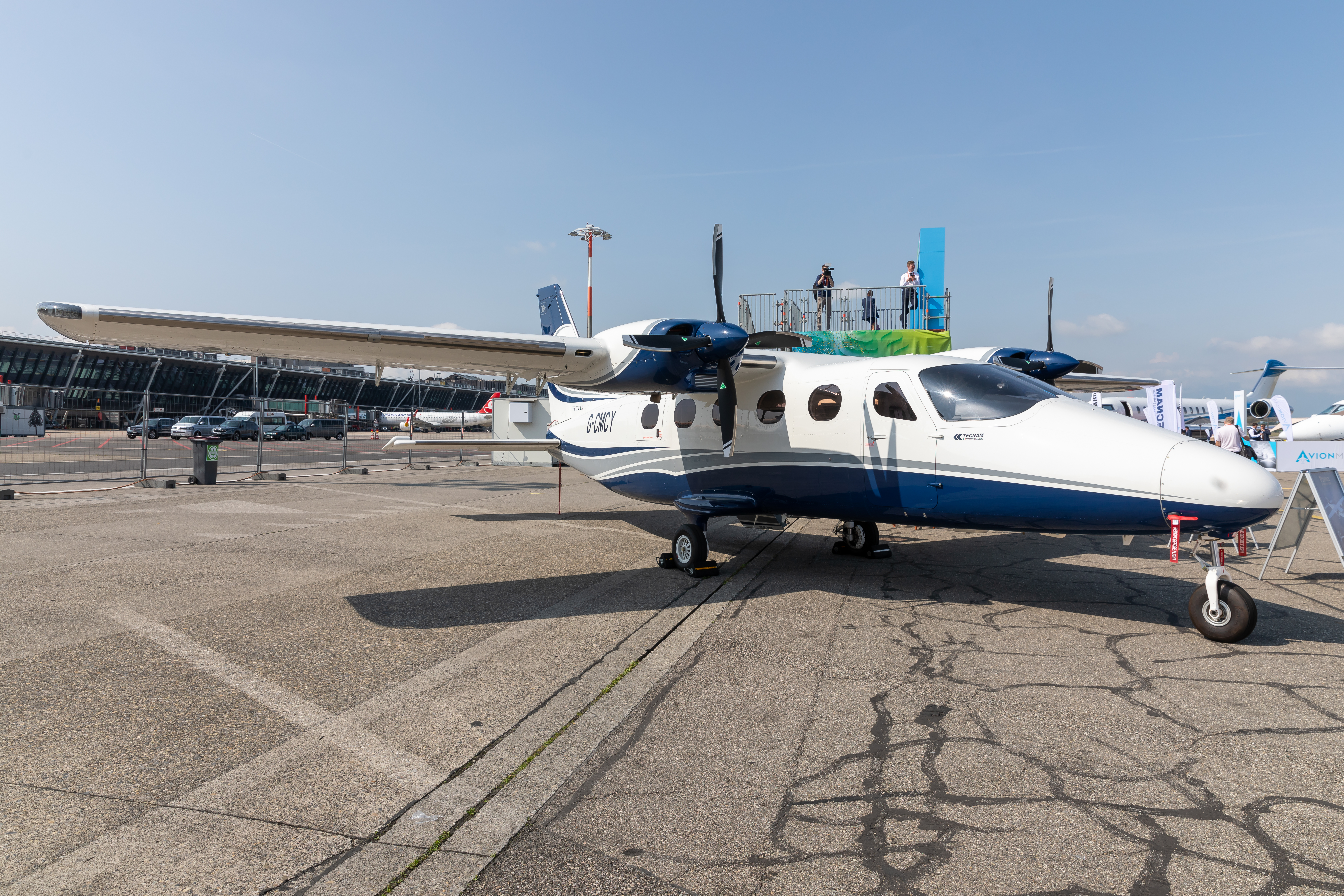
Tecnam P2012 Traveller

### Monomoteurs à turbine

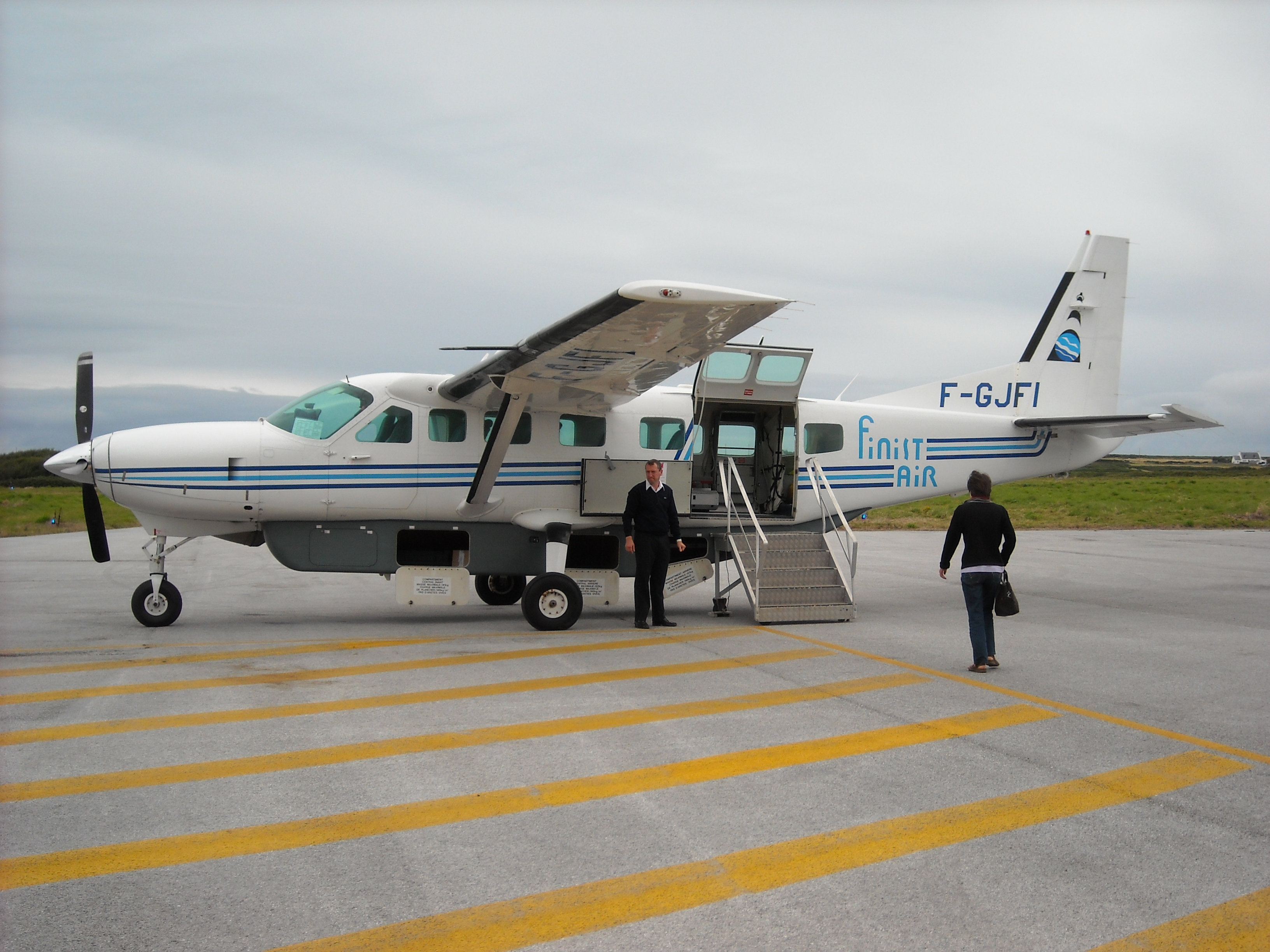
Cessna Caravan
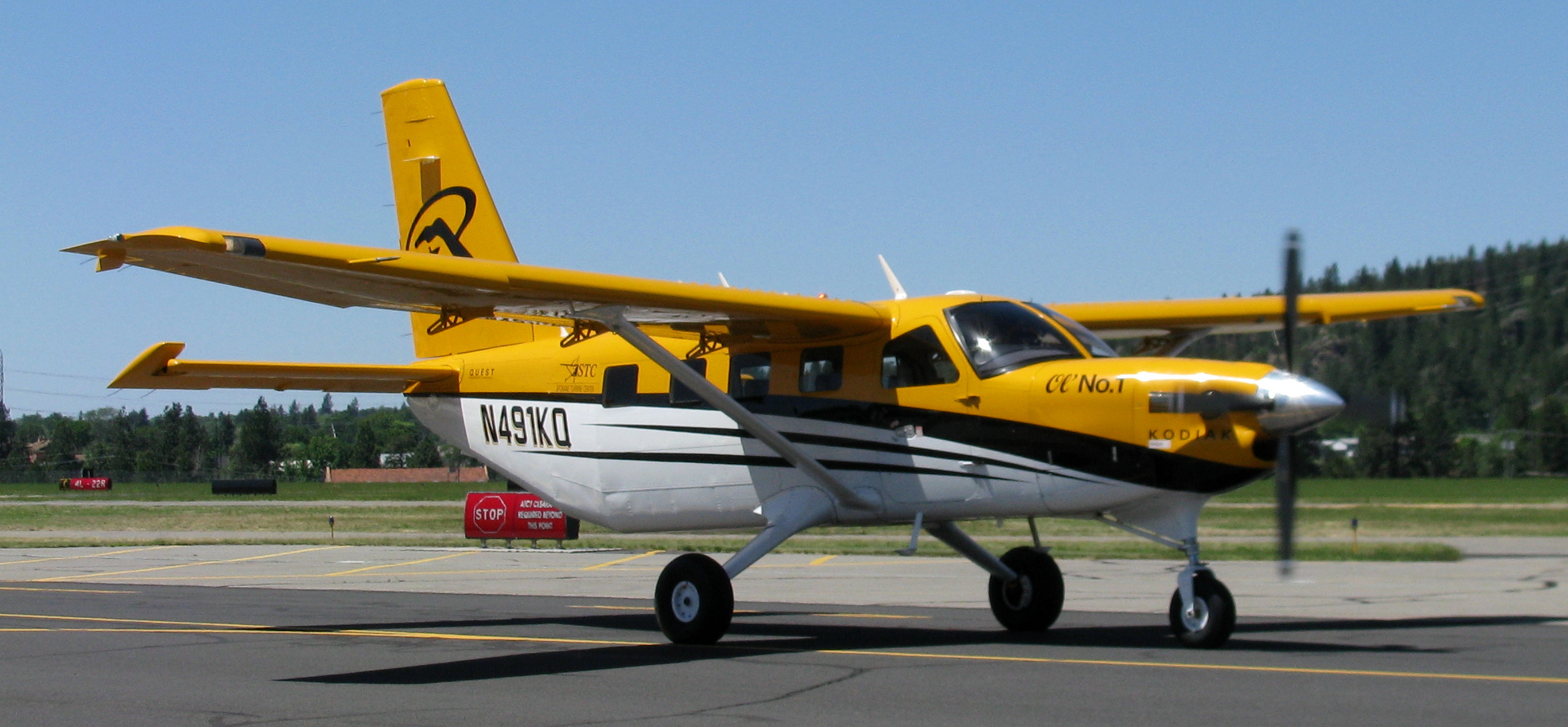
Daher Kodiak 100
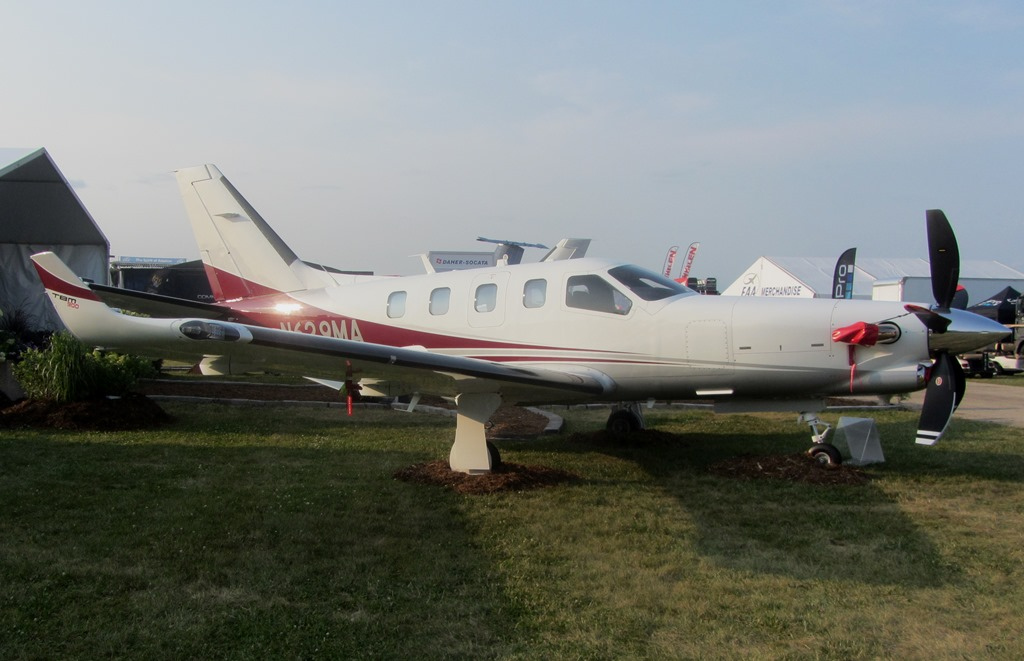
Daher Socata TBM-930
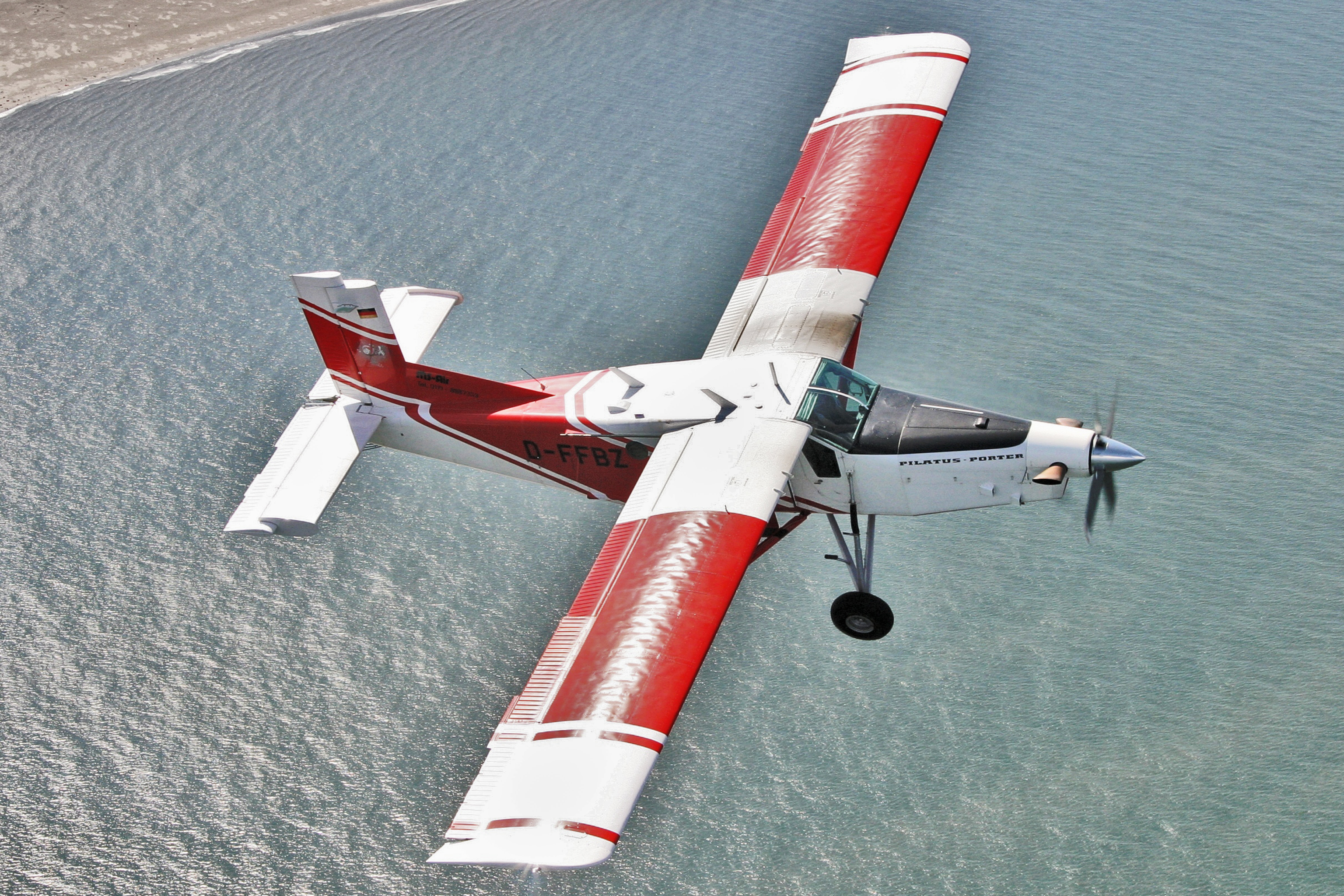
Pilatus PC-6 Turbo Porteur
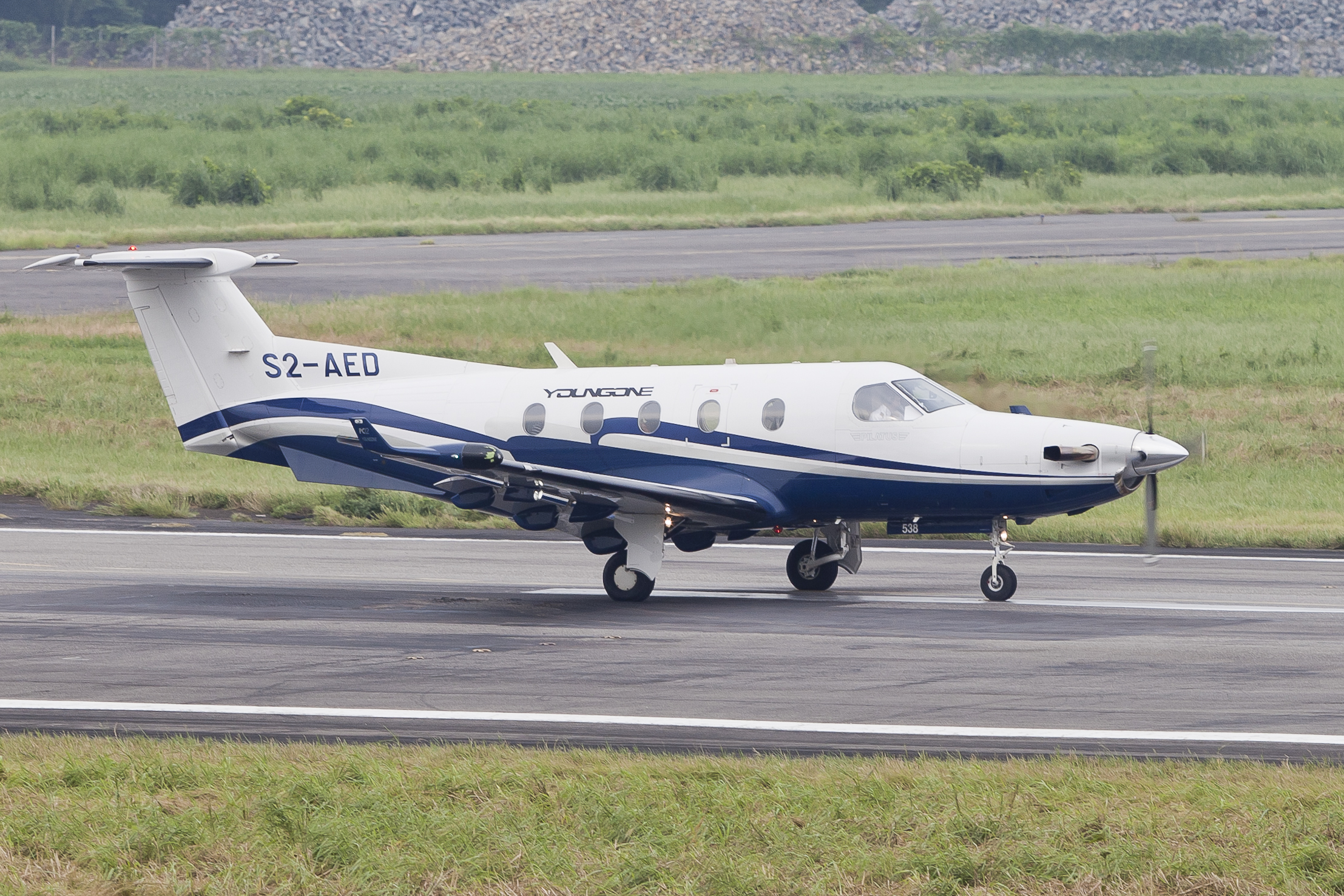
Pilatus PC-12
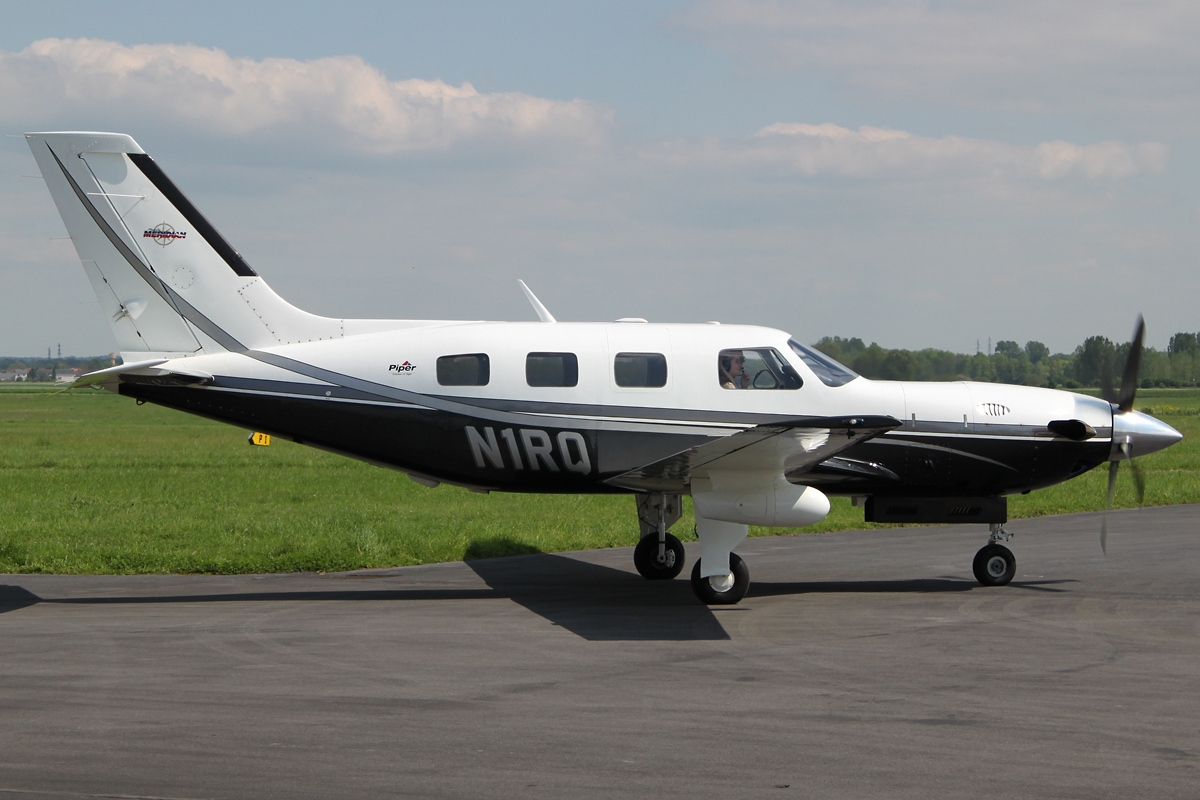
Piper M600

### Avions à réaction

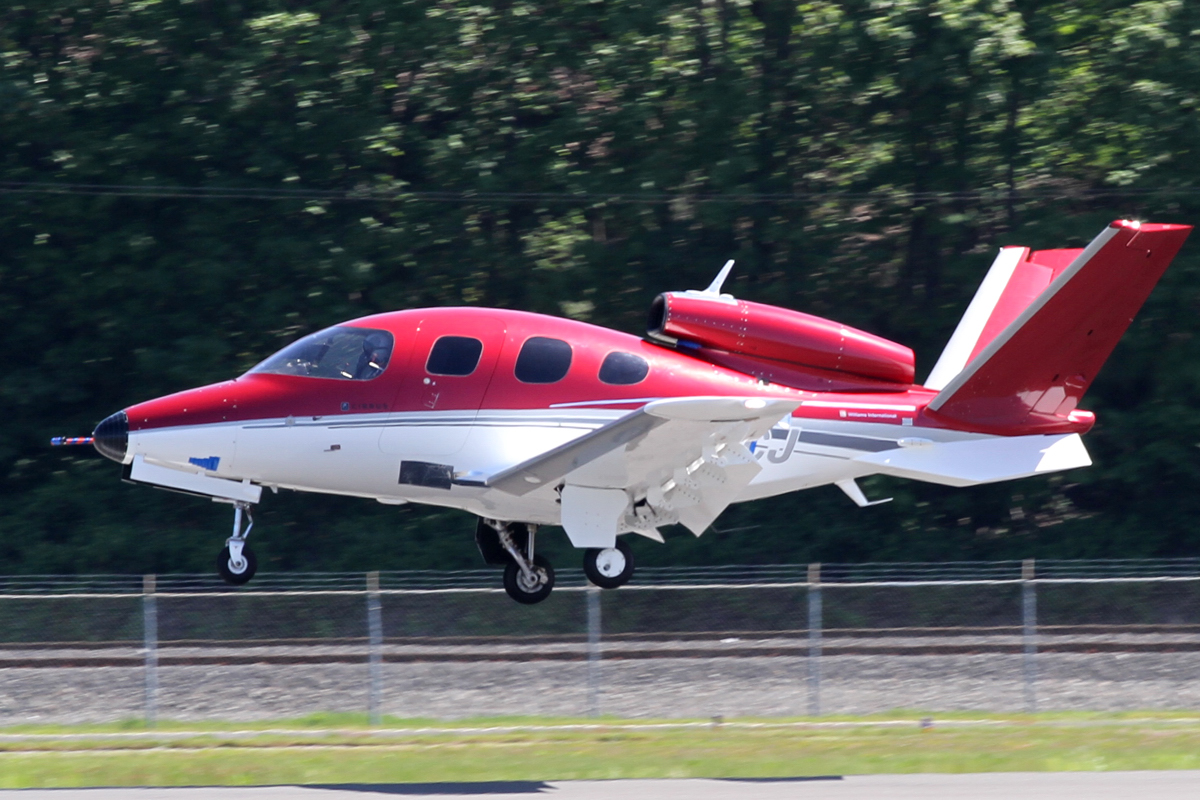
Cirrus Vision SF50
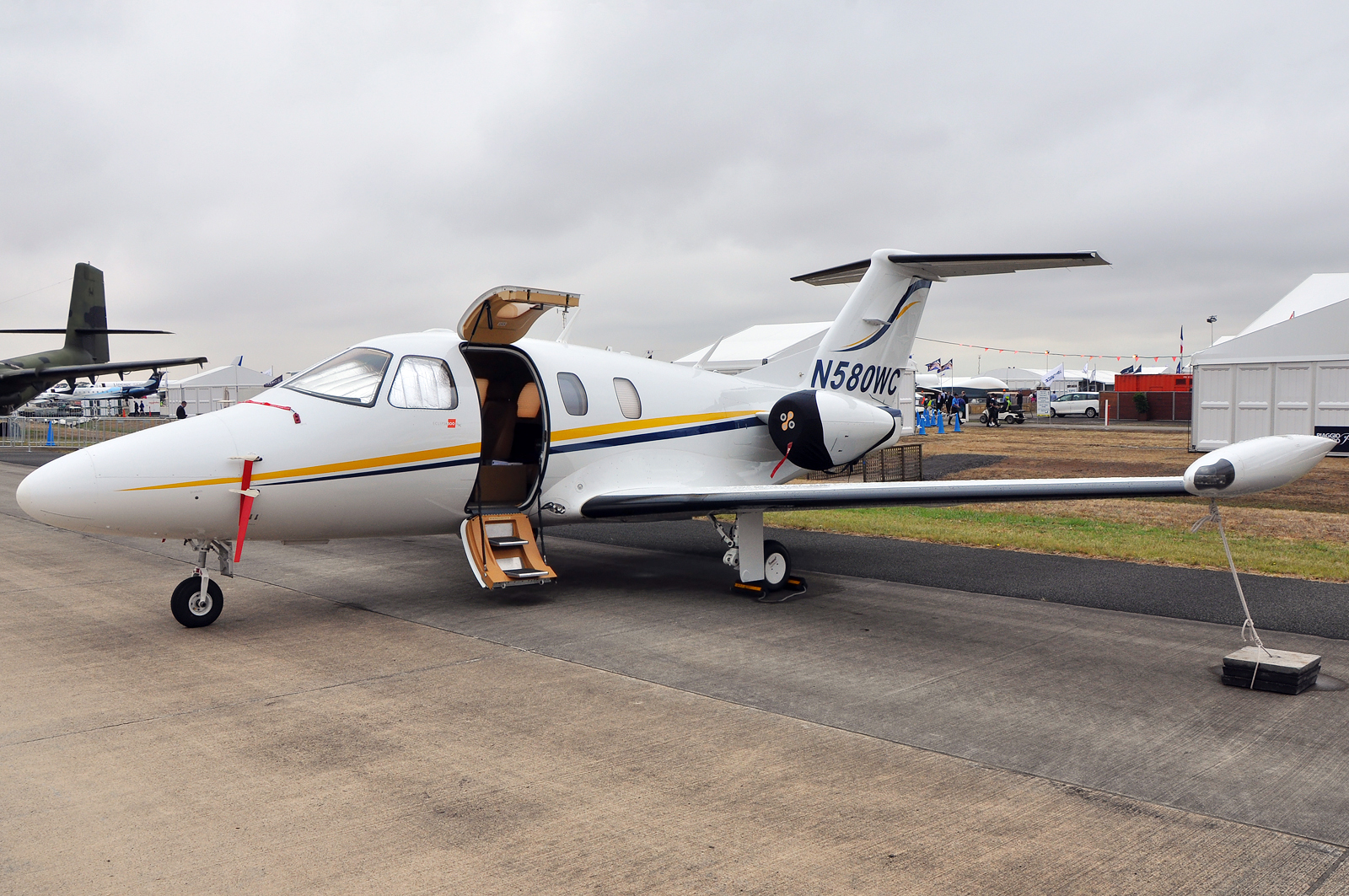
Eclipse 550
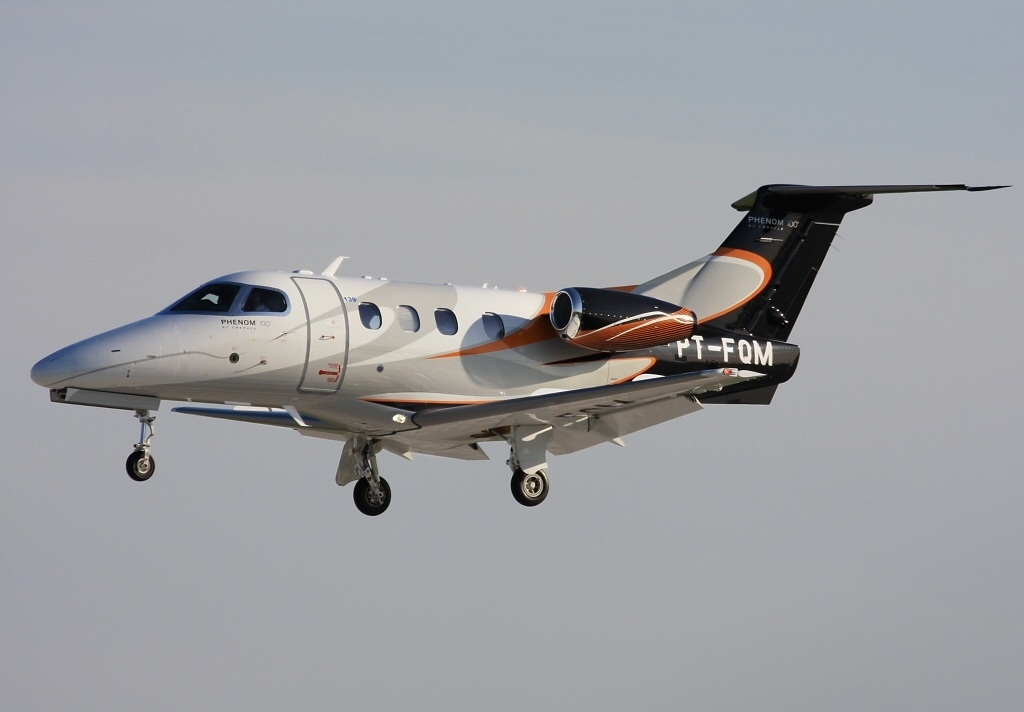
Embraer Phenom 100
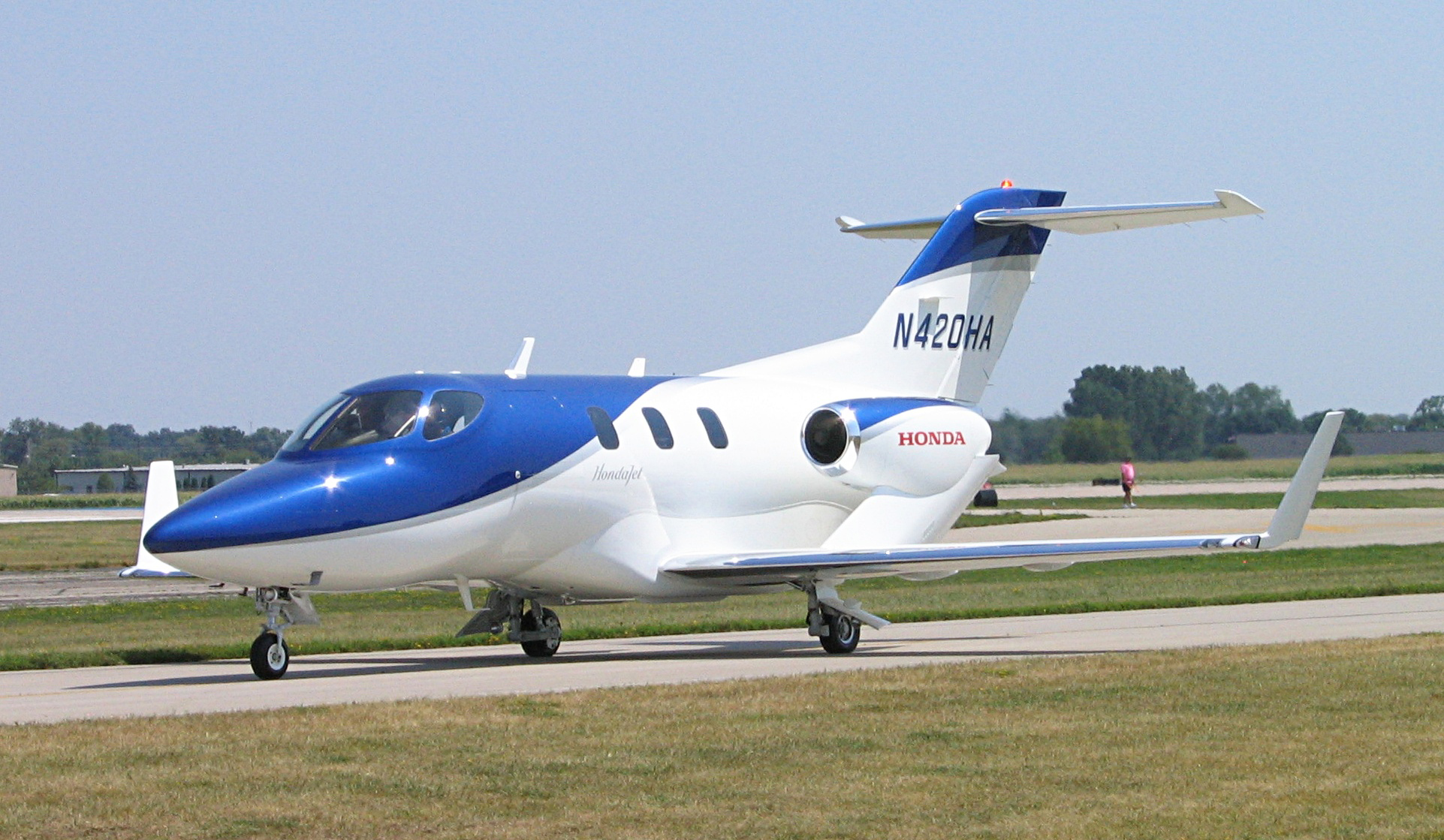
Honda Jet